# Yoke thé
Yoke thé, auch yokthe thay (birmanische Schrift ရုပ်သေး, joʊʔ θé, „kleine Spielpuppe“) ist der birmanische Name für das Marionettentheater in Myanmar. Die im 19. Jahrhundert üblichen 28 bemalten und mit einem Kostüm bekleideten Holzpuppen hingen an bis zu 18 Fäden und wurden von einem Puppenspieler bedient. Ein Set bestand aus mythologischen Figuren, Tier- und Menschenfiguren. Die führende Rolle im Ensemble kam dem Sänger und Sprecher einer der beiden Hauptfiguren zu. Das in Südostasien einzige traditionelle Marionettentheater ist seit dem 15. Jahrhundert nachweisbar, es erlebte seinen Höhepunkt während der Konbaung-Dynastie (1752–1885), als es vom Königshaus kontrolliert, gefördert und gegenüber den Tanztheatern (zat pwe) mit Schauspielern bevorzugt wurde. Eine nächtliche Vorstellung begann stets mit der durch das Begleitorchester hsaing waing akustisch symbolisierten Erschaffung der Welt, gefolgt von einer Szene im Wald Himawunta und danach einer Szene im Palast, die symbolisch der Einführung des Königtums entsprach. Um Mitternacht folgte das eigentliche Schauspiel, das häufig buddhistische Jataka-Erzählungen darstellte.

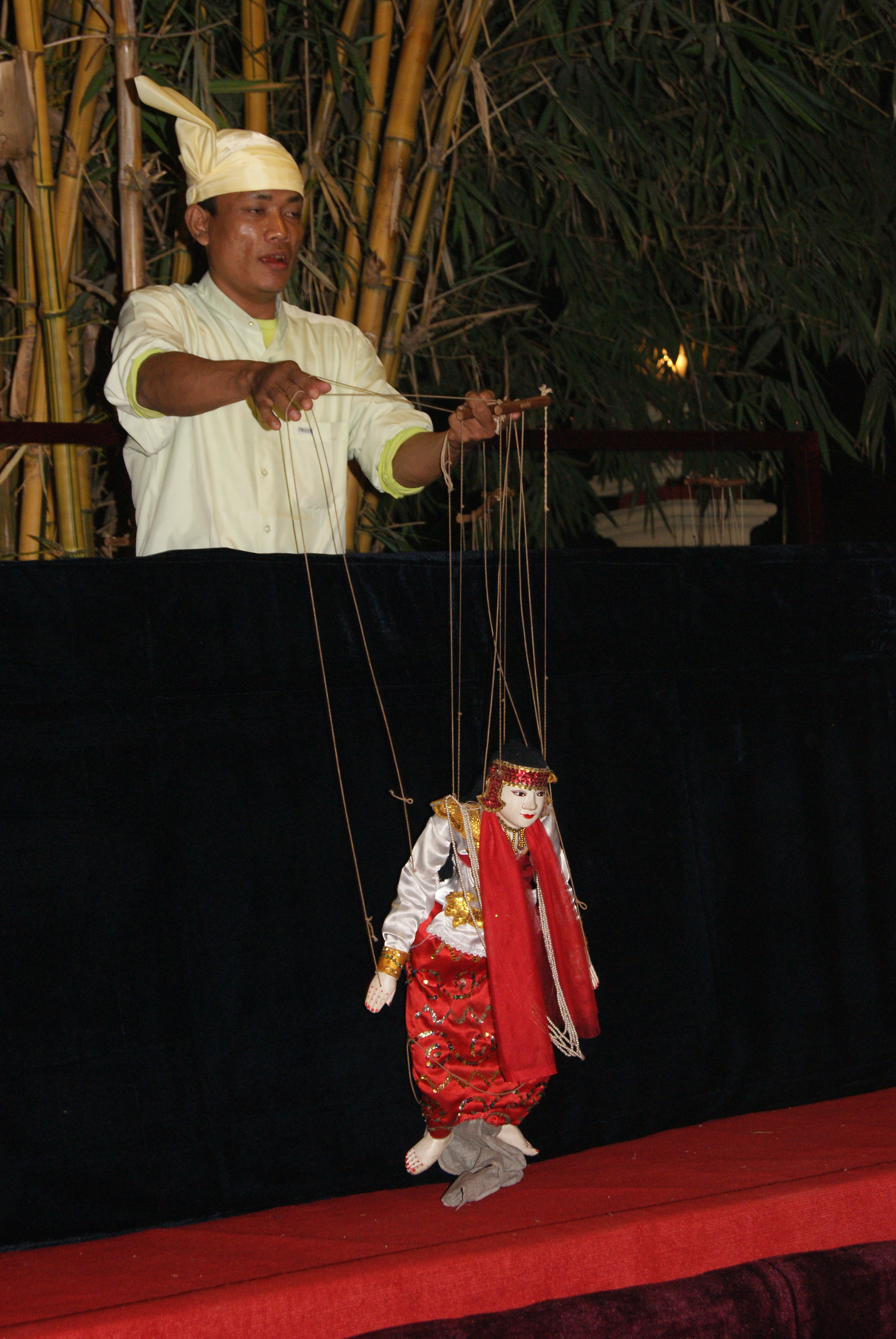
Marionettenvorführung in einem Restaurant in Mandalay.

In der britischen Kolonialherrschaft mussten die Puppenspielertruppen nach dem Wegfall der traditionellen Patronage selbständig für ihren Lebensunterhalt sorgen und dazu neue Spielformen und Figuren einführen. Dies konnte den allmählichen Niedergang des Marionettentheaters nicht aufhalten und nach dem Zweiten Weltkrieg gab es kaum noch aktive Puppenspieltruppen. Seit den 1990er Jahren wird das Spiel vor allem in Mandalay in anderer Form und häufig als Touristenaufführung wiederbelebt.

## Geschichte

### Einflüsse aus Indien und China

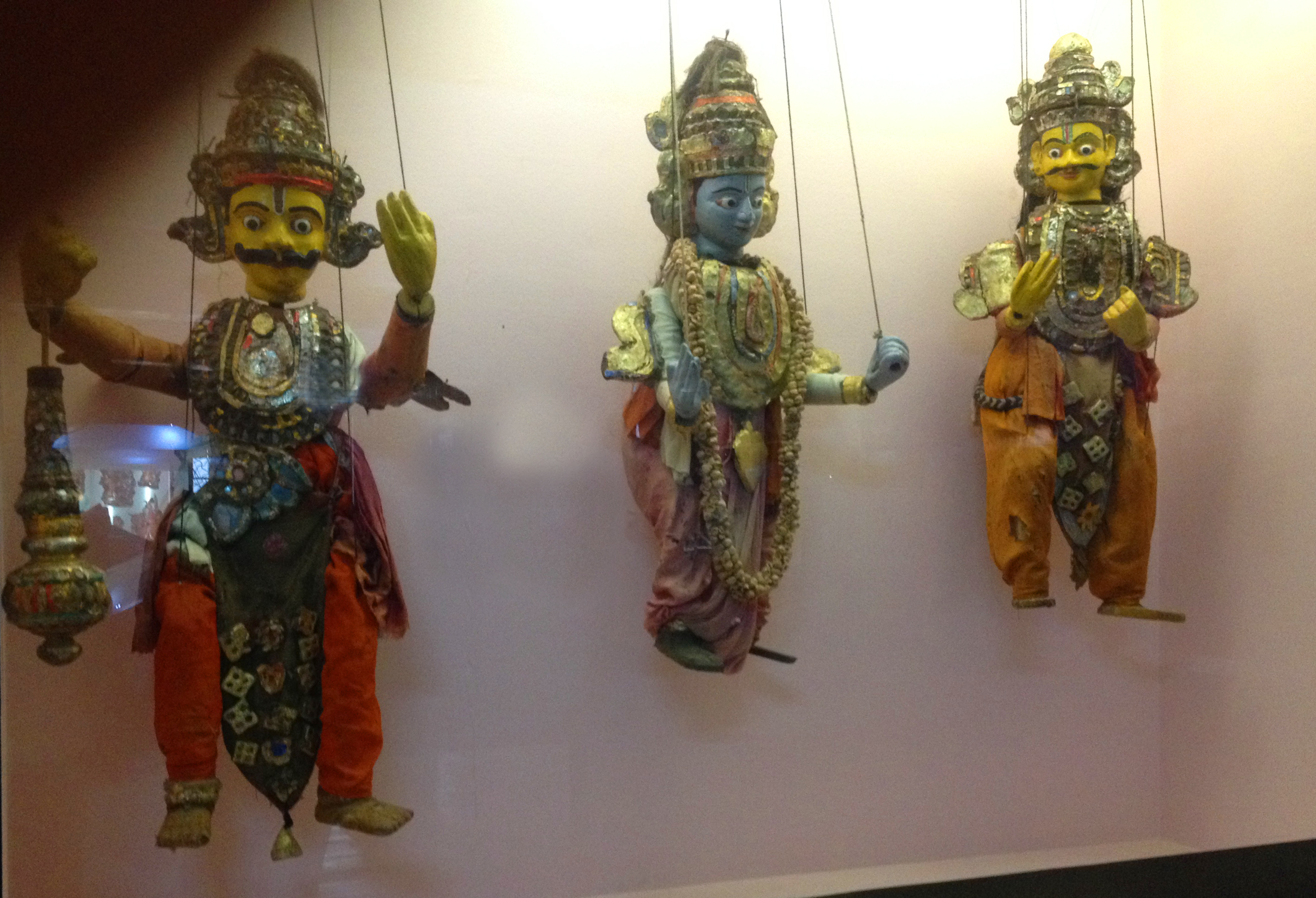
Indische Sakhi kandhai-Marionetten aus Odisha im Raja-Dinkar-Kelkar-Museum, Pune.

Die Ursprünge des Marionettentheaters in Myanmar sind unklar. Nach drei Anglo-Birmanischen Kriegen im 19. Jahrhundert gehörte das Land ab 1886 als östlichste Provinz zu Britisch-Indien, bevor es 1948 in seinen heutigen Grenzen in die Unabhängigkeit entlassen wurde. Während der über zweitausendjährigen vorkolonialen Geschichte standen die Völker Myanmars unter dem kulturellen Einfluss der beiden angrenzenden Großregionen Indien und China.
Im 3. Jahrhundert v. Chr. hatte sich der in Indien entstandene Buddhismus unter den Vorfahren der Mon in Myanmar ausgebreitet. Vertreter einer indischen Herkunft der burmesischen Marionetten verweisen auf buddhistische Quellen aus jener Zeit und auf das Epos Mahabharata (ab 400 v. Chr.). Aus der buddhistischen Verssammlung Therigatha, die zunächst mündlich überliefert und um 80 v. Chr. niedergeschrieben wurde, ist die Existenz eines Puppentheaters herauszulesen. In den zeitgenössischen Jain-Texten werden Bilderzähler (mankha) erwähnt, die als Vorläufer der heutigen Patua gelten, weil sie Geschichten erzählten und dazu Bilder zeigten. Außerdem gibt es die bekannte These, wonach die indische Schattenspieltradition in altindischer Zeit ihren Ursprung hat. Heute wird das Marionettentheater in Indien in lokalen Traditionen unter den Namen Kathputli in Rajasthan und Sakhi kandhei (auch Sakhinata) in Odisha gepflegt. In Rajasthan bindet sich der Spieler die Schnüre um die Finger, in Odisha bewegt er die Figuren mit drei bis vier Schnüren, die an einem dreieckigen Holzrahmen oder einem kurzen Stab befestigt sind. Sakhi kandhei, wie in Odisha auch ein Spiel mit Handpuppen genannt wird, ist eine Tradition der Kela, einer halbnomadischen Gruppe von Schaustellern, die als Schlangenbeschwörer, Magier, Puppenspieler und mit einem Volkstanz (Kela keluni) auftreten.
In der zweiten Hälfte des 1. Jahrtausends wurden die Malaiischen Inseln von indischen Händlern und Missionaren kulturell beeinflusst. Bis heute basieren die traditionellen indonesischen Schauspielformen (wayang), zu denen das Schattenspiel wayang kulit, das Spiel mit Stabpuppen wayang golek und das verschwundene Bildrollendrama wayang beber gehören, auf Erzählungen aus den indischen Epen Mahabharata und Ramayana. Das möglicherweise im 9. Jahrhundert in einer königlichen Urkunde erstmals erwähnte wayang kulit hat nach einer gängigen These seinen Ursprung im Schattenspiel Ravana chhaya von Odisha, das wiederum mit dem dortigen Maskentanztheater chhau verwandt ist. Eine Marionettentradition hat sich in Südostasien abgesehen von Myanmar nicht entwickelt; außer in Indonesien dominieren Schattenspiele auch in Malaysia (vor allem wayang gedek), Kambodscha (sbek thom) und Thailand (im Süden nang talung, im Zentrum nang yai). Dagegen gab es im Unterschied zu allen Nachbarländern in Myanmar soweit bekannt nie ein Schattenspiel und auch das in den Nachbarländern seit langer Zeit als Erzählgrundlage dienende Ramayana wurde in Myanmar erst im 18. Jahrhundert eingeführt.
Das indische Marionettentheater gelangte jedoch nach Sri Lanka, wo das nool rukada (Sinhala, „Faden-Puppe“) vermutlich im 18. Jahrhundert zu einer populären Volkskunst geworden war. Seit dem 19. Jahrhundert wird ausschließlich im Südwesten der Insel ein auf dem Volkstheater nadagama der tamilischen Minderheit basierendes Marionettentheater aufgeführt. Das nadagama wiederum geht auf den katholischen Schmied Philippu Singho (1770–1840) aus Negombo zurück.
Manche burmesische Forscher verweisen auf die ebenso lange wie in Indien zurückreichende Geschichte des Marionettentheaters in China. Gemäß einer Anekdote über magische Praktiken soll der Ursprung des chinesischen Schattentheaters im 2. Jahrhundert v. Chr. in der Han-Dynastie liegen. Neben dem Schattentheater gibt es eine chinesische Tradition von Handpuppen, Stabpuppen und Marionetten. Die Mandschu im Nordwesten Chinas waren früher Nomaden und könnten bestimmte Formen von Schattenspielen – bei denen sie die Schatten der Figuren vielleicht auf Zeltwände projizierten – oder Puppenspielen in Zentralasien verbreitet haben. Dadurch soll letztlich das türkische Karagöz beeinflusst worden sein, als dessen unmittelbarer Vorläufer jedoch das arabische Schattenspiel gilt. Nach anderer Ansicht wurden in den Nomadenzelten Marionettenspiele gezeigt. In der Zeit zwischen dem Ende der Han-Dynastie (220 n. Chr.) und der Song-Dynastie (960–1279) gab es eine komische Marionettenfigur namens „Herr Guo“ (Guolang und Guogong), die vor allen anderen Figuren auf der Bühne erschien. Dem chinesischen Gelehrten Sun Kaidi (1898–1986) zufolge entwickelte sich die im 12. Jahrhundert in der Song-Dynastie entstandene Frühform der Chinesischen Oper, nanxi, aus der Puppenspiel- und Schattenspieltradition. Marionetten waren jedenfalls in Zentralasien weit verbreitet; eine Reminiszenz ist die afghanische Ziegenmarionette buz bazi. Bekannter ist das iranische Marionettentheater cheimeh schab bazi, für das sich indische und mongolische Einflüsse erkennen lassen und das in den persischen Quellen ab dem 11./12. Jahrhundert greifbar wird.

### Entwicklung

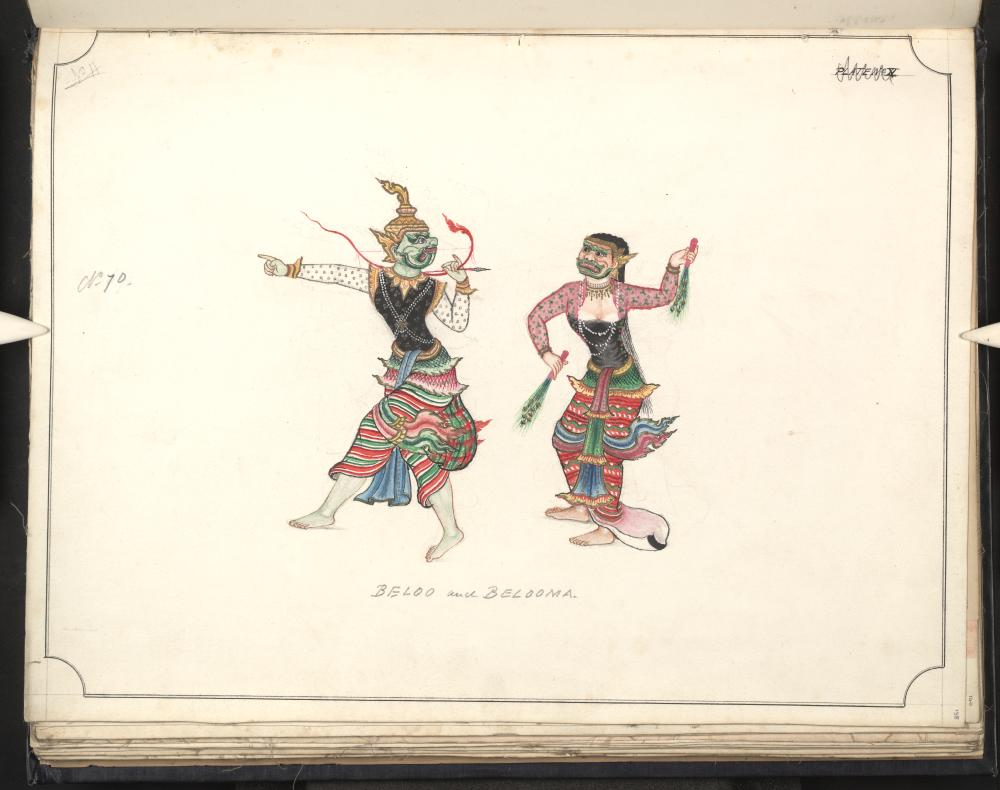
Belu (männlicher) und Beluma (weiblicher Dämon). Schädlich für Menschen, ernähren sich von Menschenfleisch. Eine Beluma kann kleine Kinder stehlen. Übernatürliche Elemente und magische Kräfte haben einen großen Anteil bei den Aufführungen mit Marionetten. Aquarell eines unbekannten Malers von 1897.

Inwieweit das burmesische Marionettentheater von den Figurentheatern Indiens und Chinas abstammt oder eine unabhängige Erfindung darstellt, ist nicht abschließend geklärt, ebenso wenig dessen Alter. Manche burmesische Autoren zitieren das Sprichwort thabin-ah-sa-yoke-thay-ka („Tanz und Drama begannen mit Marionetten“), was den Ursprung des Puppenspiels in eine graue Vorzeit verlegt, andere sehen seinen Beginn erst unter der Herrschaft von Singu Min (reg. 1776–1782), dem vierten König der Konbaung-Dynastie.
U Wun, der Minister für darstellende Künste unter dem neunten König der Konbaung-Dynastie, Bagan Min (reg. 1846–1853), erklärte, die burmesischen Marionetten seien im 12. Jahrhundert eingeführt worden, ohne jedoch einen Nachweis hierfür anzugeben. Auf keiner der erhaltenen Malereien aus der Bagan-Zeit (1044–1287) sind jedoch Marionetten erkennbar. Aus einer Inschrift an der Shwesandaw-Pagode in Pyay, die König Kyanzittha (Htihlaing Min, reg. 1084–1112) anbringen ließ, geht hervor, wie der Herrscher seine Untertanen empfing: Sie waren als Tiere, Dämonen und Götter kostümiert, unterhielten ihn mit Tanz und Gesang. Möglicherweise entstanden aus solchen Maskentänzen die Puppenspiele. In der Glaspalast-Chronik, die 1829 im Auftrag von König Bagyidaw (reg. 1819–1837) verfasst wurde, heißt es, König Alaungsithu (reg. 1112–1167 in Bagan) habe auf seiner Pilgerreise nach Indien eine Gruppe steinerner Musiker gesehen, diese wiederbelebt und auf diese Weise die burmesischen Marionetten erfunden.
Der erste gesicherte Nachweis für eine Unterhaltungsform mit Marionetten ist die Stifterinschrift an der 1444 von König Narapati (reg. 1443–1469) errichteten Tupayon-Pagode in Sagaing. Der Herrscher des Königreichs Ava erwähnt darin neben dem wohl ältesten bekannten burmesischen Wort für „Marionette“, ah-yoke, eine Gruppe von Unterhaltern, zu denen auch professionelle Puppenspieler gehörten. Wie deren Kunst aussah, lässt sich daraus nicht erschließen. Es waren vermutlich im Land herumreisende Schausteller, die – wie heute noch auf dem Land üblich – für jede Vorstellung eine kurzzeitige Bühne aufstellten. Ein junger Bhikkhu (buddhistischer Mönch) namens Shin Ratthasara (1468–1529) verfasste 1484 das auf dem Bhuridatta-Jataka basierende Gedicht Buridat-(lingagyi)pyo, in welchem er über in den Bäumen lebenden Nagas (mythische Schlangen) mitteilt, ihre Bewegungen entsprächen den hüpfenden Schritten der Tanzpuppen (ah-yoke-ka). Viele der auf Pali verfassten Erzählungen aus den früheren Leben Buddhas dienten als Grundlage für eine Nacherzählung in der besonderen Gedichtform (pyo), die einen beträchtlichen Teil der burmesischen buddhistischen Literatur ausmacht. Shin Ratthasara gilt als einer der beiden bedeutendsten pyo-Dichter der Ava-Periode. Ein weiteres Gedicht von Ratthasara mit dem Titel Mingalazedi-mawgun entstand anlässlich der 1496 unter König Mingaung II. (Minkhaung II. von Ava, reg. 1480–1501) fertiggestellten Mingalazedi-Pagode in Tada-U (bei Mandalay). Bei der Einweihungsfeier wurden demnach hölzerne Puppen vorgeführt. Eine große Figur, die einen brahmanischen Wahrsager darstellte, konnte mit den Augen rollen, den Mund zur Rezitation von Gebeten öffnen und außerdem den nahe herantretenden Zuschauern aus der Hand lesen, wobei ihr möglicherweise ein Bauchredner eine Stimme verlieh. Ein weiteres Mal erwähnt Ratthasara ein Puppenspiel im Thanwara-pyo, das er um 1529 verfasste, als er sich weiter südlich in Unterbirma aufhielt. Daraus lässt sich schließen, dass das Marionettenspiel in jener Zeit in mehr als einer Gegend verbreitet war; wie es aussah, ist nicht bekannt. Eine Frage ist, ob die Marionetten von auf Bäumen hockenden Akteuren an Schnüren bewegt wurden oder ob die Puppenspieler eine kleine dreieckige Plattform aus Bambus für die Figuren errichteten und zusammen mit den Sprechern hinter einem Vorhang standen.
Zu den nachfolgenden Quellen gehört die von U Kala, einem Historiker der Taungu-Dynastie verfasste „Große Geschichtschronik“ (Maha yazawin gyi oder Mahayazawindawgyi) von 1724. Darin heißt es, eine Delegation aus Goa, Machilipatnam (Indien) und Aceh (Indonesien) sei 1618 in Pegu (heute Bago) am Hof des Königs Anaukpetlun (reg. 1605–1628) empfangen und mit der Vorführung von „großen und kleinen Schnurfiguren“ unterhalten worden. Über die Zeremonien, die während der Nyaungyan-Dynastie (1599–1751, benannt nach dem Taungu-Herrscher Nyaungyan Min, reg. 1599–1605) beim dreitägigen burmesischen Lichterfest Tazaungdaing durchgeführt wurden, berichtet die Abhandlung In-yon-sar-tan. Zum Bühnenaufbau heißt es, die Organisatoren hätten für neun Pavillons aus Bambus zu sorgen, davon vier für männliche Zuschauer auf der linken Seite und fünf für Zuschauerinnen auf der rechten Seite. Gezeigt wurde neben Tänzen, Gesang und Musik auch ein Marionettenspiel.

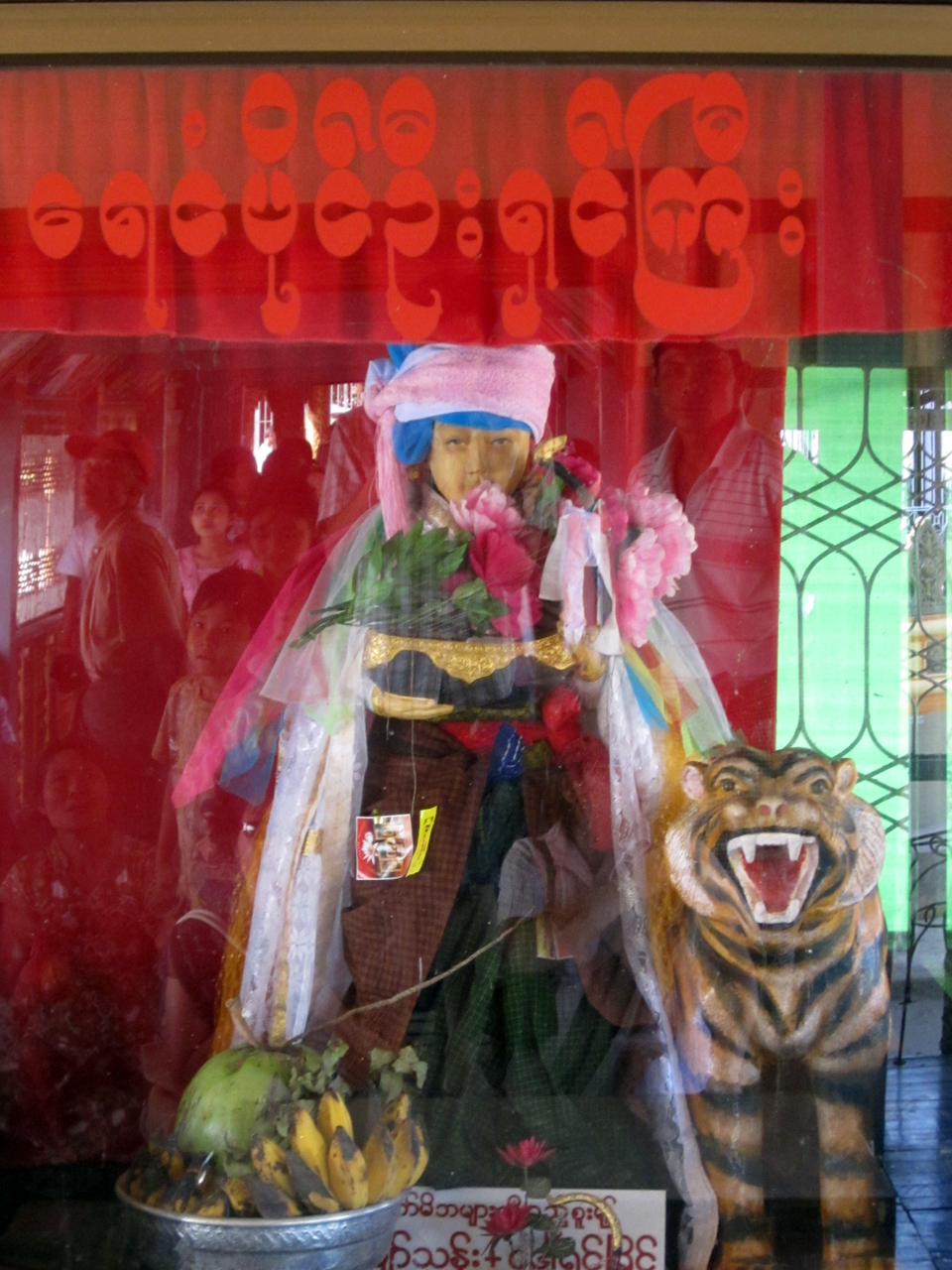
U Shin Gyi, ein Schutzgeist der Wasserwege, der im Delta des Irrawaddy verehrt wird. Dargestellt ist dieser wohlwollende Nat mit einem Tiger und der Bogenharfe saung gauk in den Händen.

Nach einer These von Deedok U Ba Cho (1951) hängt die frühe Popularität des Marionettentheaters mit der damaligen Prüderie der Burmesen zusammen, bei denen Tänze und sonstige engere Berührungskontakte zwischen den Geschlechtern in der Öffentlichkeit verpönt gewesen sein sollen und die Zuschauer sich noch bei der Einführung von Gesangsduetten auf Theaterbühnen in der zweiten Hälfte des 18. Jahrhunderts verstört gezeigt hätten. Die Holzpuppen habe man daher als Ersatz für menschliche Darsteller eingesetzt. Dem widerspricht jedoch die Inschrift an der Shwesandaw-Pagode um 1100, die Feierlichkeiten mit Tänzen und Gesängen in Bagan beschreibt, zu denen aus allen Regionen und Dörfern Besucher geströmt waren. Zahlreiche Wandmalereien aus der Bagan-Periode, auf denen Tänzerinnen und Tänzer zu sehen sind, stehen ebenfalls dieser These entgegen und bestätigen den Brauch, bei zeremoniellen Anlässen in buddhistischen Pagoden und im Palast, Tanz- und Musikgruppen auftreten zu lassen. Auch auf Terrakottaplatten des 17. Jahrhunderts aus Waw in der Nähe von Bago und auf Wandmalereien an Tempeln des 18. und 19. Jahrhunderts sind Tanzszenen abgebildet.
Im 18. Jahrhundert hieß das Marionettentheater yoke-thé („kleine Marionette“). Nachdem König Hsinbyushin (reg. 1763–1776) aus der Konbaung-Dynastie bei einem Feldzug nach Siam 1767 das Königreich Ayutthaya unterworfen hatte, kehrte er mit vielen Hofmusikern und Tänzern zurück, die siamesische Spielweisen, Musiktheorie und die Ramakian genannte thailändische Form des Ramayana in Myanmar als Tanzdrama Yama-zat-daw mit Masken aufführten. In Thailand wird der Maskentanz khon seit Ende des 17. Jahrhunderts in schriftlichen Quellen erwähnt und von Musik begleitete Tanztheaterformen existierten einer Steininschrift zufolge mindestens seit dem 15. Jahrhundert. Wahrscheinlich beeinflusste das siamesische Maskentheater die Entwicklung des yoke thé. Beim khon wurden in der Ayutthaya-Periode kunstvoll gefertigte Puppen an langen Stangen herumgetragen, die hun luang (thailändisch, „königliche Puppe“) oder hun yai („große Puppe“) genannt werden und zu den königlichen Zeremonien gehörten. Das burmesische Tanztheater erhielt den Namen yoke-gyi („große Marionette“) zur Unterscheidung vom Puppentheater, von dem es gestalterische Elemente übernahm. Neben den „kleinen Marionetten“ gab es zeitweilig auch größere Puppenfiguren, die ein yoke-gyi-sin genanntes Ensemble aufführte.
Unter König Singu Min (reg. 1776–1782) wurde erstmals ein Minister (wun) für darstellende Künste eingesetzt; die Position eines offiziellen Organisators für die Unterhaltung am königlichen Palast existierte bereits lange zuvor. Der Unterhaltungsminister (Thabin Wun) hatte Durchführungsverordnungen für die darstellenden Künste (thabin), zu denen Gesang, Musik, Tanztheater und Marionetten gehörten, zu verkünden und deren Einhaltung zu kontrollieren. Hierfür musste er selbst über Kenntnisse in den entsprechenden Kunstformen verfügen und dazu die religiösen und weltlichen Schriften mit den entsprechenden Gesetzen sowie Astrologie und diverse magische Praktiken beherrschen. Der erste Thabin Wun führte 1776 eine Reihe von Gesetzen ein, die für die Marionettenspieler zunächst eine Registrierungspflicht beinhalteten. Die Zahl der Charakterpuppen, die einen kompletten Satz ausmachen, wurde auf 28 festgelegt, bestimmt wurden auch die für deren Herstellung zu verwendenden Holzarten. Unsichtbar, aber für die Puppenspieler von großer Bedeutung, war die vermutlich auf denselben Thabin Wun zurückgehende Einführung des alten weiblichen Baumgeistes Lamaing Shin Ma als ihr Schutzgeist. Lamaing Sin Ma gehört zu den im burmesischen Volksglauben vorkommenden Nats und wird mit langen schwarzen Haaren und einem silbernen Halbmond auf der Stirn dargestellt. In beiden Händen hält sie eine Pfauenfeder als ein Symbol der Sonne, das – bei den oftmals die ganze Nacht dauernden Aufführungen – die Dunkelheit überwindet. Damit war unter dem kunstsinnigen König Singu Min das burmesische Marionettentheater in seiner gültigen Form festgelegt.

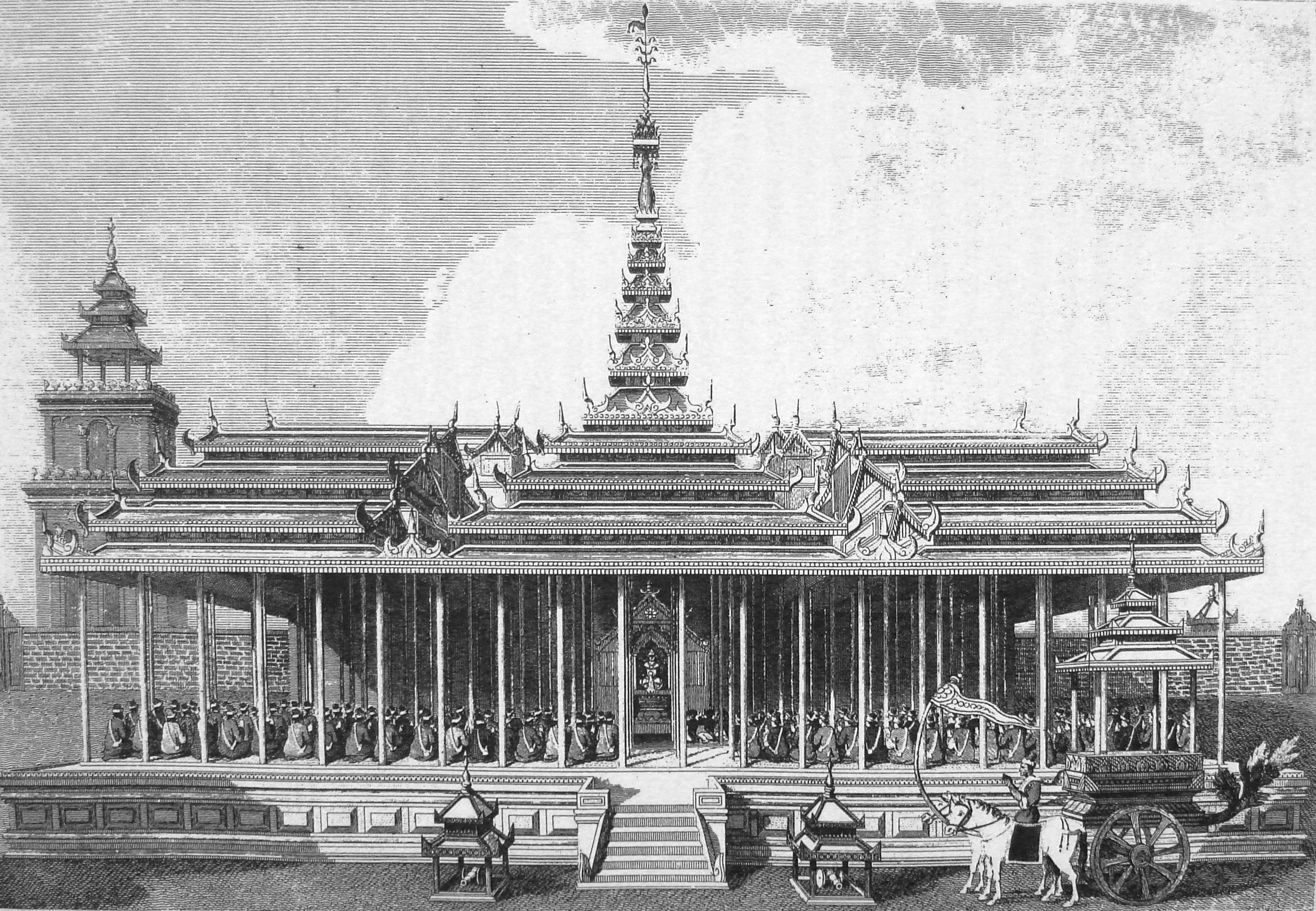
Königspalast während der Konbaung-Dynastie in Amarapura, südlich von Mandalay. 1795, zu der Zeit, als König Bodawpaya vom britischen Gesandten Michael Symes besucht wurde.

Während sich Singu Min im Februar 1782 auf einer Pilgerreise befand, kehrte ein von ihm ins Exil vertriebener Vetter, Phaungkaza Maung Maung (1763–1782), nach Ava zurück, riss die Macht an sich, und übergab seinen Getreuen die Hauptstadt zur Plünderung, bevor am Ende einer Woche Prinz Bodawpaya (1745–1819) einschritt und für Ruhe sorgte, indem er Phaungkaza und seine Familie umbringen ließ. Unter dem Königsnamen Badon Min brachte er wieder Stabilität im Inneren. Der von ihm neu eingesetzte Thabin Wun besaß die Machtbefugnis, missliebige Personen in seinem Bereich schlagen oder fortschaffen zu lassen. Badon Mins Nachfolger, Bagyidaw (Sagaing Min, reg. 1819–1837), setzte die höfische Theaterspieltradition fort. Noch aus dem Ende des 18. Jahrhunderts stammt der vermutlich erste Bericht eines Europäers. Der britische Diplomat Michael Symes berichtet von seiner Missionsreise nach Ava zu König Bodawpaya im Jahr 1795, wo er eine vom Bürgermeister von Bago organisierte Marionettenvorführung sah.
Das Marionettentheater war im 19. Jahrhundert die erste darstellende Kunstform, die für Aufführungen im Palast ein Bühnenpodium verwenden durfte, weshalb für das höfische Figurentheater bis 1821 die Bezeichnung ahmyint-thabin („erhöhte Aufführung“) verwendet wurde. Demgegenüber waren mit ahneint-thabin („niedrige Aufführung“) zu ebener Erde stattfindende Schauspiele mit menschlichen Darstellern gemeint. Die erhöhte Bühne für die Marionetten ist vor dem kulturellen Hintergrund bemerkenswert, dass Niederwerfen vor einem Herrscher oder einem Heiligtum als Geste der Ehrerweisung gilt und es in der Feudalzeit in Myanmar allgemein undenkbar war, dass sich jemand aus der einfachen Bevölkerung höher als die Adelsgesellschaft in seiner Nähe positionierte.
Im Jahr 1821 stellte der amtierende Thabin Wun geänderte Regeln für das Marionettenspiel auf, das nun nicht mehr ahmyint-thabin, sondern allgemein yoke thé heißen sollte. Dieses Regelwerk ist die wohl umfangreichste und detaillierteste Quelle zur burmesischen Marionettentradition. Nur noch männliche Puppenspieler durften ausgebildet werden und eine Puppenspieltruppe durfte nicht länger als drei Nächte hintereinander auftreten. Für die Bühne aus Bambusrohren legte er eine Breite von 5,5 Metern und eine Höhe von 90 Zentimetern fest. Sie musste außerhalb der Haupthimmelsrichtungen aufgebaut werden und mit einem weißen Baumwollstoff als Bühnenhintergrund ausgestattet sein. Dessen Breite war auf rund 3 Meter begrenzt, sodass auf jeder Seite eine 1,2 Meter breite Öffnung (min-pauk, „königlicher Eingang“) für den Auftritt der Marionetten verblieb. Deren Aktionsraum vor dem Vorhang sollte 90 Zentimeter Tiefe nicht übersteigen, wobei die Plattform weiter nach hinten ragte, um als Standfläche für die Puppenspieler und Depot für die Figuren zu dienen. In weiteren Anweisungen wurden Details der Spielinhalte, der Aufführung und der musikalischen Darbietung bestimmt. Beleidigungen des Adels oder der Geistlichkeit in den Dialogen war unter Androhung von Körperstrafen verboten. Zugunsten der Puppenspieler setzte der Thabin Wun durch, dass mit Ausnahme des Königs und seines unmittelbaren Umfelds alle übrigen Adligen und Mitglieder der königlichen Familie für die Vorführungen bezahlen mussten. Fiel eine geplante Vorstellung wegen höherer Gewalt aus, so erhielten die Puppenspieler die Hälfte ihrer Gage.
Obwohl es zuvor eine längere Puppenspieltradition gab, wird manchmal der berühmte Dichter Myawaddy Mingyi U Sa (1766–1853) als ihr Erfinder vorgestellt. U Sa, der vom nachfolgenden König Tharrawaddy bei dessen Machtübernahme 1837 inhaftiert worden war, konnte im April 1839 seine Freilassung bewirken, indem er ein Lied zum Lob des Königs im Rahmen eines Puppenspiels vortrug.
Im Verlauf des 19. Jahrhunderts wurde das Marionettentheater auch beim Volk zunehmend beliebt. Der schottische Geograph Henry Yule reiste 1855 im Dienst der indischen Kolonialverwaltung nach Ava und berichtete, das Marionettentheater sei unter den Burmesen populärer als das Theater mit menschlichen Schauspielern (zat pwe). Die bei beiden Spielformen ähnlichen Themen wurden beim Marionettentheater um übernatürliche Elemente angereichert, die sich mit den Möglichkeiten der schnell beweglichen Figuren besser darstellen lassen.

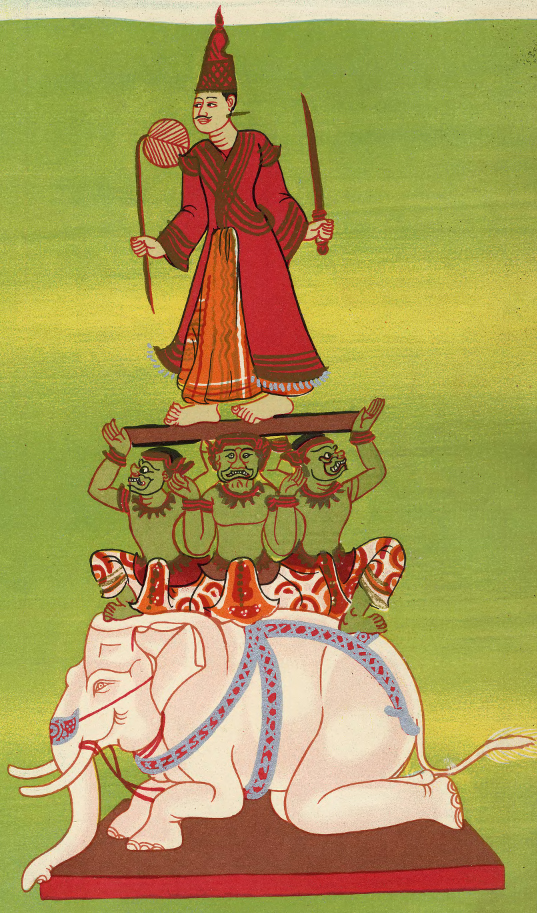
Min Mahagiri („Herr des großen Berges“) ist der Sohn eines berühmten Schmiedes, der bekannteste Nat, der zweite in der offiziellen Liste der 37 Nats und der Schutzgeist des Hauses. Dargestellt auf einem weißen Elefanten. Chromolithografie von 1906.

Mit dem Beginn der britischen Kolonialherrschaft 1885 und dem Ende der höfischen Aufführungen versuchten die Marionettenspieler mit neuen Spielformen, ihr verlorenes Publikum in einer anderen – dörflichen – Umgebung wiederzugewinnen. Die 1889 eröffnete Bahnlinie zwischen Mandalay und Rangun brachte Marionettenspieltruppen, die sich zur Anknüpfung an die höfische Tradition das Qualitätssiegel sindaw („königlich“) gaben, auch in den Süden nach Rangun. Sie wurden für Vorstellungen an zwei aufeinanderfolgenden Nächten gebucht und üppig bezahlt. In den 1890er Jahren erhielt eine Truppe für ein solches Set 200 bis 250 Kyat bei einem Zeitwert von 12 Kyat für eine Victoria-Goldmünze. Manche Truppen erhielten bei Auftritten an Festtagen noch deutlich mehr Geld.
Fotografien aus den 1890er Jahren zeigen neuartige Puppen und Spielformen. Bei einer Beerdigungszeremonie für einen Mönch wurde eine turmhohe Konstruktion aus Bambusstangen und Papier errichtet, die einen weißen Elefanten auf einem Podest und darüber ein Pagodendach darstellt. Ein auf der Höhe des Elefanten stehender Mann bewegte einige Marionetten auf der Etage unter ihm, bevor der gesamte Aufbau angezündet wurde.
Wenig später verschlechterte sich die wirtschaftliche Situation für die Puppenspieler, die Anfang des 20. Jahrhunderts gegenüber der Konkurrenz von Kinos, die ausländische Filme zeigten, und Tanztheatern unterlegen waren. Die junge Generation empfand Marionettentheater als nicht mehr zeitgemäß. Die wenigen Puppenspieler, die nach 1920 versuchten, sich mit neuartigen und größeren Figuren gegen den Trend zu stellen, waren generell nicht erfolgreich. Dies gilt auch für jene Truppen, die Synchrontänze (yein, ယိမ်း) mit bis zu sechs Puppen einführten oder mit neuen Charakteren (Europäer, Chinesen, Inder) den Alltag auf die Bühne holten.
Die japanische Besatzung im Zweiten Weltkrieg, die 1945 endete, richtete massive Zerstörungen an und lähmte das kulturelle Leben. Zur Zeit der Unabhängigkeit 1948 gab es in Rangun noch drei oder vier aktive Puppenspieltruppen. Allmählich profitierte das Marionettentheater von der Rückbesinnung auf die nationale Tradition. In den 1950er Jahren wurde die Marionettenbühne zu einem Nachbau der Schauspielerbühne. Um 1960 gab es in Rangun fünf aktive Truppen, von denen sich nur eine größerer Beliebtheit erfreute, trotz des Einsatzes westlicher Musikinstrumente im Orchester sowie einer aufwendigen Beleuchtung mit farbigen Spotlampen und fluoreszierenden Farben an den Requisiten. Ende der 1960er Jahre war das Marionettenspiel für kurze Zeit ein Lehrfach an der staatlichen Schauspiel- und Musikhochschule in Rangun. An die einstige Tradition erinnerten ab Anfang der 1970er Jahre vor allem die alten Marionetten, die über Thailand aus dem Land geschmuggelt wurden und in europäischen Antiquitätenläden auftauchten.
Im Bemühen um die Bewahrung der Tradition lud die burmesische Regierung 1965 zwei Puppenspielerinnen aus der Tschechoslowakei ein, die in einem Workshop neue Techniken mit Stabpuppen und Handpuppen demonstrierten. Zeitweilig ergaben sich daraus neue Spielformen, die jedoch, wie Axel Bruns (1994) zufolge ein Puppenspieler erzählte, in jeder Hinsicht, nur nicht in finanzieller erfolgreich waren.

## Marionetten

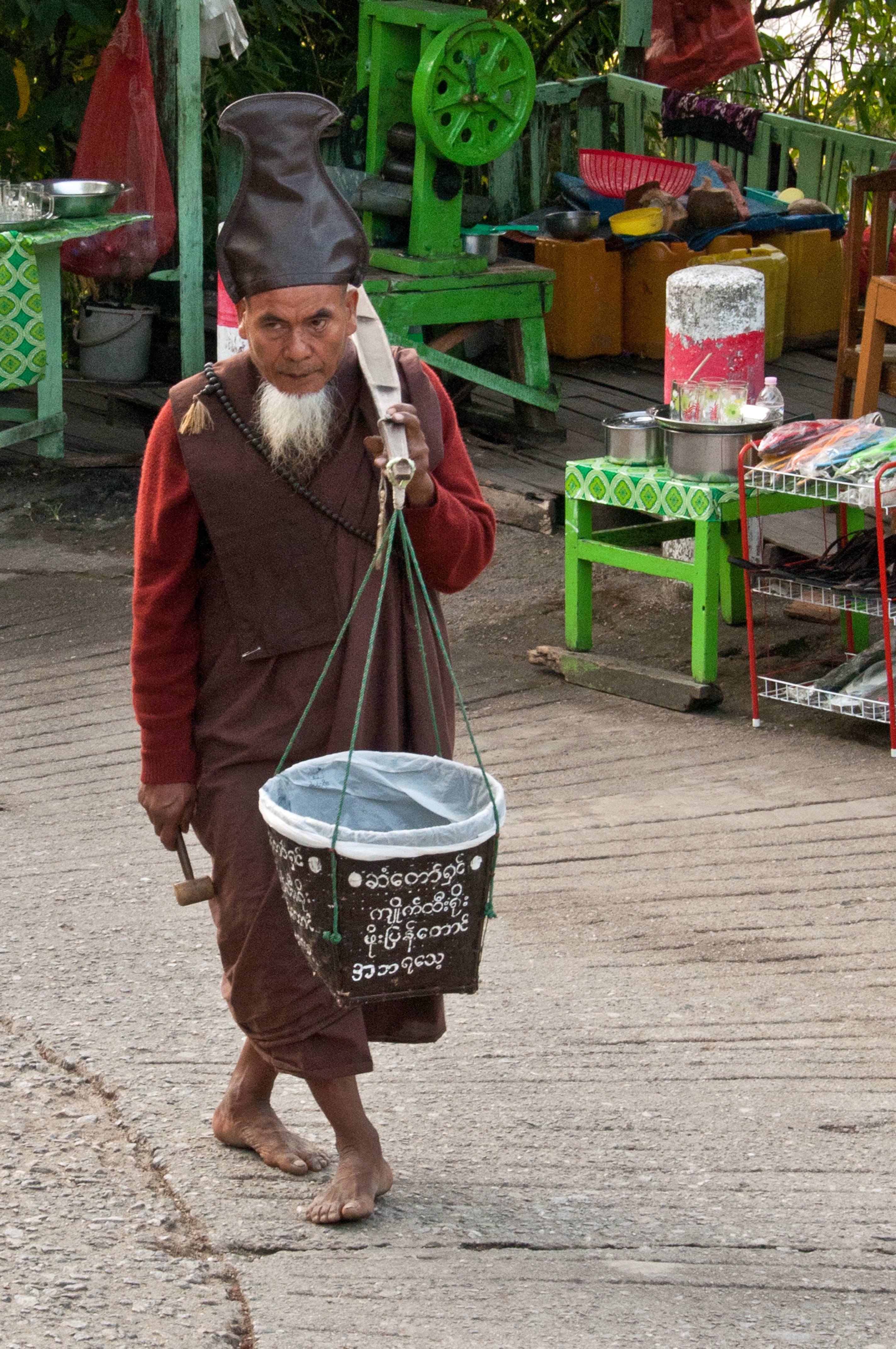
Einsiedler mit braunem Mantel und Hut am heiligen Berg Kyaiktiyo, der sich zum Goldenen Fels auf den Gipfel begibt.

Schutzpatron des Marionettenspiels ist der Yathay (Einsiedler), ein heiliger, mit übernatürlichen Fähigkeiten begabter Mann, der bei jedem Spiel beteiligt ist und mit einem schlichten braunem Mantel und einem Hut dargestellt wird. Die Figuren lassen sich in zwei Gruppen einteilen: 1. Menschen, zu denen auch Geister und Götter in Menschengestalt gehören, 2. Tiere und Fabelwesen.

### Figurensatz
Bis in die Mitte des 19. Jahrhunderts bestanden weite Teile des Landes außerhalb der besiedelten Gebiete aus großen geschlossenen Waldgebieten. Dort hausten nach dem Volksglauben Wildtiere zusammen mit Geistern (37 Nats) und Dämonen. Entsprechend handelten die Stücke der Marionettentheater, die auf buddhistischen Legenden und Volkserzählungen basierten, von einem Heldenpaar, das in die Wälder reist und dort auf ebenjene Kreaturen trifft. Neben einem menschlichen Helden und einer Heldin bestand ein Figurensatz in früher Zeit möglicherweise aus einigen Tierpuppen wie Pferd, Elefant, Affe und Tiger. Im 19. Jahrhundert waren aus dem Heldenpaar ein Prinz (Mintha) und eine Prinzessin (Minthami) geworden. Hinzu kamen weitere Charaktere in größerer Zahl, jedoch häufig weniger als die vom ersten Thabin Wun 1776 zum Standard erklärten 28 Figuren, weil die meisten wandernden Truppen nicht so viele in ihrem Bestand hatten. Für die üblichen Szenen am Hof und im Wald setzten die Marionettenspieler bis dahin etwa die folgenden 18 Puppen ein:
- Mythologische Figuren: 1. Belu (Dämon), 2. Zawgyi (Alchemist), 3. Naga (Drachenschlange), 4. Galon (Garuda, mythischer Vogel), 5. Byarmar (Brahma),
- Tierfiguren: 6. Myin (Pferd), 7. Sin-phyu (weißer Elefant), 8. Sin-net (schwarzer Elefant), 9. Myauk (Affe), 10. Kyar (Tiger), 11. Kyet-to-yway (Papagei),
- Menschen: 12. Nat-kadaw (Geisterbeschwörerin), 13. Mintha (Prinz), 14. Minthami (Prinzessin), 15. Bayin (König), 16. Wun (Minister), 17. Ponna oder Punna (brahmanischer Ritualexperte, Astrologe)[40] 18. Yathay (Einsiedler).

Seit 1776 besteht die Standardausstattung aus 28 Marionetten. Die Zahl stand anfangs symbolisch für die 28 Attribute des menschlichen Körpers, wie sie im Abhidhammapitaka erwähnt werden, auch wenn dieser Bezug für die Zuschauer einer Unterhaltungsshow schon bald in Vergessenheit geraten war. In der Praxis setzten die Puppenspieler je nach Spielhandlung abweichend von der Liste auch andere Figuren ein, etwa einen Nga-pyu (Bösewicht) und einen Wun-po (großer Vogel, Storch).
- Mythologische Figuren: 1. und 2. Belu (zwei Dämonen mit grünen Gesichtern), 3. Zawgyi (ဇော်ဂျီ, Alchemist), 4. Naga (နဂါး, Drachenschlange), 5. Byarmar (Brahmane), 6. Nat (Geistwesen),
- Tierfiguren: 7. Myin (မြင်း, Pferd), 8. Sin-phyu (weißer Elefant, sin oder hsin, ဆင်, „Elefant“), 9. Sin-net (schwarzer Elefant), 10. Myauk (Affe), 11. Kyar (ကျား, Tiger), 12. Kyet-to-yway (Papagei),
- Menschen: 13. Nat-kadaw (Geisterbeschwörerin), 14. Ahpyodaw (Ehrendame), 15. Mintha (Prinz), 16. Minthami (Prinzessin), 17. Bayin (König), 18. und 19. Wun-gyi-lay-bar (zwei Minister mit roten Gesichtern), 20. und 21. Wun-gyi-lay-bar (zwei Minister mit weißen Gesichtern), 22. Minthagyi (alter Prinz mit rotem Gesicht), 23. Minthagyi (alter Prinz mit weißem Gesicht), 24. Ponna (brahmanischer Ritualexperte, Astrologe), 25. Yathay (Einsiedler), 26. Ah-may-oh (alte Dame), 27. und 28. Lu-shwin-daw (zwei clowneske Randfiguren).

Im Dekret von 1821 wurde die Gesamtzahl der Marionetten auf 36 erhöht, ohne die einzelnen Figuren beim Namen zu nennen. Nach manchen Autoren wurden nur 27 Marionetten traditionell verwendet; ihre Zahl war offenbar nicht einheitlich festgelegt. Die Menschenfiguren können unterteilt werden in tanzende Puppen, aka yup, und nichttanzende Puppen, die wie die Tierfiguren ayup kyan („grobschlächtige Puppen“) genannt werden, wobei alle Puppen sich auf eine tänzerische Art bewegen. Die Tanzpuppen haben im Unterschied zu den anderen mehr Fäden, bestehen aus mehr beweglichen Teilen und führen kompliziertere Bewegungen aus.
Die ältesten erhaltenen Marionetten stammen aus der zweiten Hälfte des 19. Jahrhunderts. Wie die Figuren vorher ungefähr aussahen, lässt sich an einigen Wandbildern aus den jeweiligen Zeiten erkennen. Auch wenn sich die Gestaltung der Figuren nach den 1820er Jahren zu ändern begann, so blieben die hauptsächlichen Charaktere die gleichen wie 1776. Später eingeführt wurde die Figur des Than-cho-kaung („Inhaber der süßen Stimme“) und für manche mythologische Stücke benötigte man Kinnaris (Vogelmischwesen). Nach der vollständigen Unterwerfung durch die Briten 1885 waren die Bindungen der Puppenspielertruppen an die höfische Gesellschaft aufgelöst und sie wurden gezwungen, sich in Konkurrenz zueinander zu behaupten. Dafür übernahmen sie etliche neue Charaktere von den Rollen der Theaterschauspieler.

### Herstellung und Bemalung

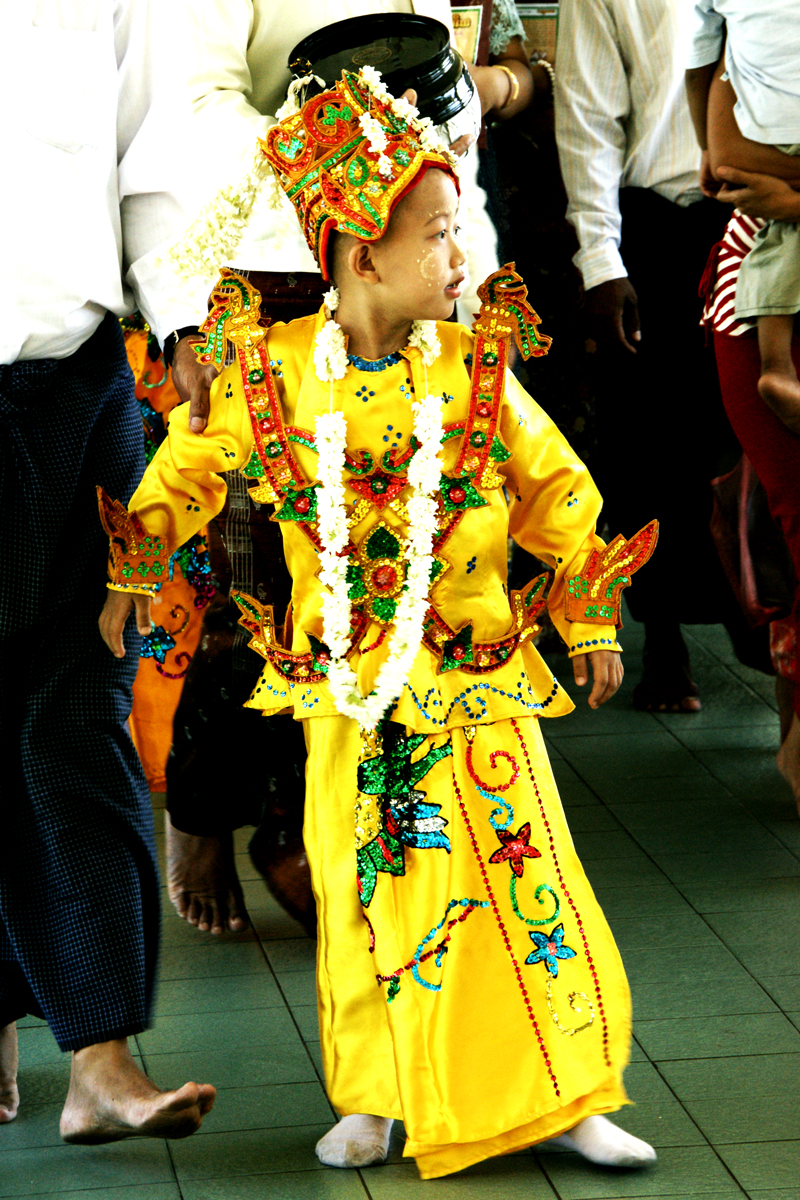
Novize bei der Shinbyu-Zeremonie vor dem Eintritt in das buddhistische Mönchstum in einer Prinzentracht und mit einer Gesichtsbemalung, die stilistisch von den Marionetten übernommen wurde.

Henry Thule berichtet, er haben bei seinem Besuch in Myanmar 1855 kleine Marionetten zwischen 25 und 38 Zentimetern Länge gesehen. Gemäß der Anordnung eines Thabin Wun sollten die Figuren für die allgemeinen Aufführungen 56 Zentimeter und für die Aufführungen im Palast 66 Zentimeter groß sein. Es ist jedoch nicht klar, wann diese Anordnung Gültigkeit erlangte. Der britische Journalist und Schriftsteller James George Scott (1851–1935, Pseudonym: Shway Yoe) hielt sich ab 1879 in Myanmar auf und berichtet, die Puppen seien häufig 60 bis 90 Zentimeter groß gewesen; die genannte Anordnung war offenbar zu jener Zeit bereits in Kraft. Typischerweise sind burmesische Marionetten 45 bis 70 Zentimeter groß.
Sämtliche Arbeitsgänge bei der Herstellung der Puppen werden traditionell von einem Handwerker ausgeführt. Der hölzerne Körper der Figur besteht aus einem oberen und einem unteren Teil für den Rumpf, die an der Taille mit einer Schnur verbunden sind. Die Arme setzen sich aus jeweils drei Teilen zusammen, für die Beine werden von der separaten Hüfte bis zum Fuß vier Teile benötigt. Eine männliche Holzfigur kann für unterschiedliche männliche Charaktere verwendet werden, sie passt aber nicht für weibliche Charaktere. Der erste Thabin Wun bestimmte, nachdem er sich durch Methoden der Astrologie und Wahrsagung ein Urteil gebildet hatte, die für einzelne Charaktere zu verwendende Holzart. Als bevorzugte Holzart für die Hauptfiguren einschließlich des Nat und des Pferds galt Gmelina arborea (burmesisch yamane). Das Holz des Jasminbaums (Millingtonia hortensis) wurde für die Herstellung des Königs, der vier Minister und des Einsiedlers verwendet. Geeignete Holzarten für andere Figuren waren Neolamarckia cadamba und Albizia stipulata. Bei der Änderung des Regelwerks 1821 wurde yamane beibehalten und anstelle der übrigen drei Holzarten waren nun unter anderem Asiatischer Kapokbaum (Bombax malabaricum) und Garcinia elliptica zu verwenden. Bald nach dem Ende der Thabin-Wun-Doktrin gingen die Handwerker dazu über, auch beliebige andere Holzarten einzusetzen. Zu den magischen Praktiken gehörte, das ausgesuchte Holzstück ins Wasser zu legen. Die oben schwimmende Seite wurde als weiblich erkannt und für die entsprechenden Figuren reserviert, die untere Seite galt als die männliche.
Einige Farben hatten eine symbolische Bedeutung, dienten aber nicht so trennscharf wie allgemein in Indien oder wie speziell die Gesichtsfarben der chinesischen Handpuppen in der Provinz Fujian der Identifikation eines Charakters. Im yoke thé hatten nur wenige Figuren eine charakteristische Gesichtsfarbe. Zu einer frühen Zeit waren die Gesichter des alten Prinzen und zweier Minister rot bemalt. In der zweiten Hälfte des 19. Jahrhunderts wurde das wohl Böswilligkeit symbolisierende Rot zu einer helleren Farbe geändert. Die symbolische Bedeutung ging hierbei wie auch bei der grünen Farbe der beiden Dämonen verloren.
Die Gliedmaßen wurden mit weißer Farbe bemalt, gemischt aus Kreide oder hellem Kalkstein und dem Harz vom Niembaum (Azadirachta indica). Weiß ist ansonsten die Hautfarbe für die Darstellung Buddhas und übernatürlicher Wesen. Ausschließlich für die Gesichter wurde pulverisierter Speckstein (kankusan) in einem Tamarindensud aufgeschlämmt und in mehreren Schichten sorgsam und zeitaufwendig aufgetragen, bis eine porzellanartige glatte Oberfläche entstanden war. Die Details wurden zunächst mit Zinnoberrot (burmesisch ဟင်္သပဒါး, hinthapada, Sanskrit hamsapada, „Gänsefuß“) vorgezeichnet und als Umrisse später mit schwarzer Farbe betont. Schwarz wurde aus der Gallenblase der Fischart Cirrhinus mrigala (burmesisch ngagyin, Klasse Strahlenflosser), Ruß und Niembaumharz hergestellt. Dieses Harz wurde auch als Festiger für alle Farben zur Beschreibung von Palmblattmanuskripten verwendet. Figuren aus dem 19. Jahrhundert haben gemalte Augen, in den 1890er Jahren wurden stattdessen aufgesetzte Porzellanaugen beliebt, die ansonsten Buddhafiguren erhielten.
Die Gesichter mussten je nach Situation Freude, Trauer oder Schmerz ausstrahlen können. In den 1920er Jahren begann man, die bis dahin einteiligen Köpfe der Nebenfiguren, etwa der ständig schwatzenden Clowns, mit einem beweglichen Unterkiefer auszustatten. Bei den Hauptfiguren blieb jedoch der klare, leicht lächelnde Gesichtsausdruck das Maß für Schönheit (ah-hla) und ihre Gesichter wurden mit goldenen und roten Punkten und Linien verziert. Diese Verschönerung des Gesichts wurde für die jungen Novizen übernommen, die bei der Shinbyu-Zeremonie vor dem Eintritt in das vorübergehende oder lebenslange Mönchstum in Prinzenkostüme gekleidet werden. Bei der Ankunft am Kloster bekommen sie dann die Haare geschoren.
Einige zentrale Figuren wie Mintha und Minthami tragen lange dichte Haarbüschel auf dem Kopf, für die früher nur Menschenhaar verwendet werden durfte. Je mehr die Figuren im Verlauf der Spielhandlung in Bedrängnis und Not geraten, desto unordentlicher werden die Haare. Einfachere Figuren sind durch einen Haarknoten auf dem Kopf gekennzeichnet.

### Fäden

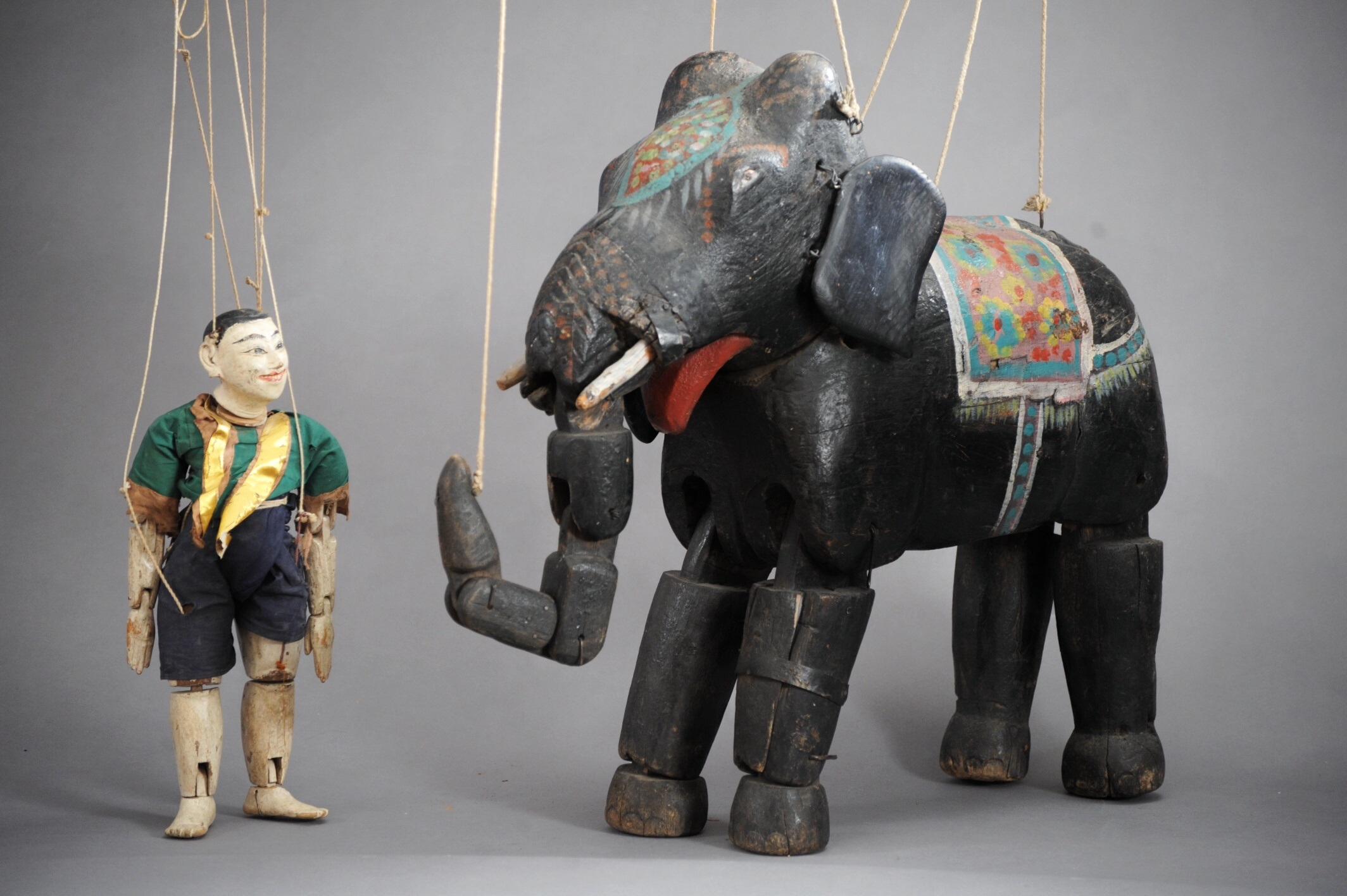
Schwarzer Elefant (Sin-net) und Junge. Zwei Marionetten vom Ende des 19. Jahrhunderts im Theaterfigurenmuseum Lübeck.

Keiner der Fäden (kyo), an denen die Marionetten bewegt werden, darf während der Vorstellung reißen, weil das Unglück bringen würde. Über die Zahl der Fäden an frühen Marionetten gibt es unterschiedliche Angaben. Es sollen nicht mehr als sechs gewesen sein. Dagegen erklärte Captain R. Boileau Pemberton, ein britischer Unterhändler, der sich 1830 zu Verhandlungen mit den Burmesen in Ava traf, er habe eine 30 Zentimeter hohe Marionette gesehen, die mit 32 Fäden bewegt wurde. Außerdem erfuhr er von Puppenspielern, sie besäßen noch eine lebensgroße Marionette. Beides müssen wohl ungewöhnliche Einzelexemplare gewesen sein.
Eine Mintha- und eine dazugehörige Minthami-Marionette aus der zweiten Hälfte des 19. Jahrhunderts, die im Victoria and Albert Museum aufbewahrt werden, besitzen fünf Fäden; ein am Kopf befestigter Faden trägt das Gewicht der Figuren, mit je einem Faden an den Ellbogen und Handgelenken wurden die Arme bewegt. Ein weiterer Faden an jeder Figur, um den Kopf zu bewegen, fehlt. Für Figuren, deren Hauptaufgabe darin bestand, dazustehen und über eine längere Zeit Verse aus den Jatakas zu rezitieren, dürfte dies ausreichend gewesen sein.
Vermutlich um 1880 wurden weitere Fäden hinzugefügt, um auch die untere Körperhälfte zu bewegen und die gesamte Figur lebendiger wirken zu lassen, die nun tanzen und zeitgenössische Liebeslieder singen musste. Um 1900 besaßen die menschlichen Figuren 18 Hauptfäden (ah-se-kyo), die permanent angespannt und in drei Gruppen aufgeteilt sind: zwei Fäden, um das Gewicht der Figur zu halten; zwei Fäden, um mit dem Kopf zu nicken; zwei an den Schultern befestigte Fäden; zwei an den Ellbogen und zwei an den Handrücken. Für die untere Körperhälfte waren jeweils zwei Fäden an den Hüften, an den Knien, an den Fersen und an den Zehen angebunden. Hinzu kamen längere Fäden, die beim Wechsel von Kostümen ausgetauscht werden mussten. Diese Fäden wurden bei der Aufbewahrung der Puppen entfernt. Mittels eines Metallhakens in den Händen von Mintha und Minthami konnten deren Kleidungsstücke bei den Tänzen teilweise hochgezogen werden. In den ersten Jahrzehnten des 20. Jahrhunderts entwickelten einige Puppenspieler in einem Wettbewerb um die ungewöhnlichsten Effekte immer beweglichere Figuren mit weiteren Fäden. Beispielsweise konnte der Kopf einer Hexe abgehoben werden, auf der Bühne herumfliegen und wieder zur Figur zurückkehren. Abgesehen von Einzelfällen, über die mehr oder weniger zuverlässig berichtet wurde, besaßen die meisten Marionetten zwei bis 18 Fäden, Mintha und Minthami bis zu 20 Fäden.
Das Spielkreuz europäischer Marionetten, welches der Spieler in der Hand hält, um die Figur zu lenken, besteht beim yoke thé je nach Art der Marionette aus unterschiedlich verbundenen Holzstäben. Für die tanzenden Figuren, zu denen Mintha, Minthami und der Alchemist gehören, verwenden die Puppenspieler einen H-förmigen Handgriff (allgemein dalet), für sonstige menschliche Figuren einen T-förmigen Griff. Bei Pferd, Elefant und Tiger ist der T-förmige Griff um zwei Querstäbe ergänzt. Für den Wun-po (Storch) werden zwei einzelne gerade Stäbe ungleicher Länge benötigt, die von jeweils einem Spieler bedient werden. Für die Figur Toe-na-ya (mythisches Schaf) hält ein Spieler zwei gleich lange Stäbe in den Händen. Der einfachste Handgriff ist ein etwa 45 Zentimeter langer Stab, an dem drei Fäden befestigt sind. Es gab einige Figuren, die ohne Handgriff gespielt wurden, etwa die an zwei Fäden hängende Kind-Marionette und die Naga (Schlange), bei der ein durchgängiger Faden an Kopf und Schwanz befestigt ist.

### Bekleidung

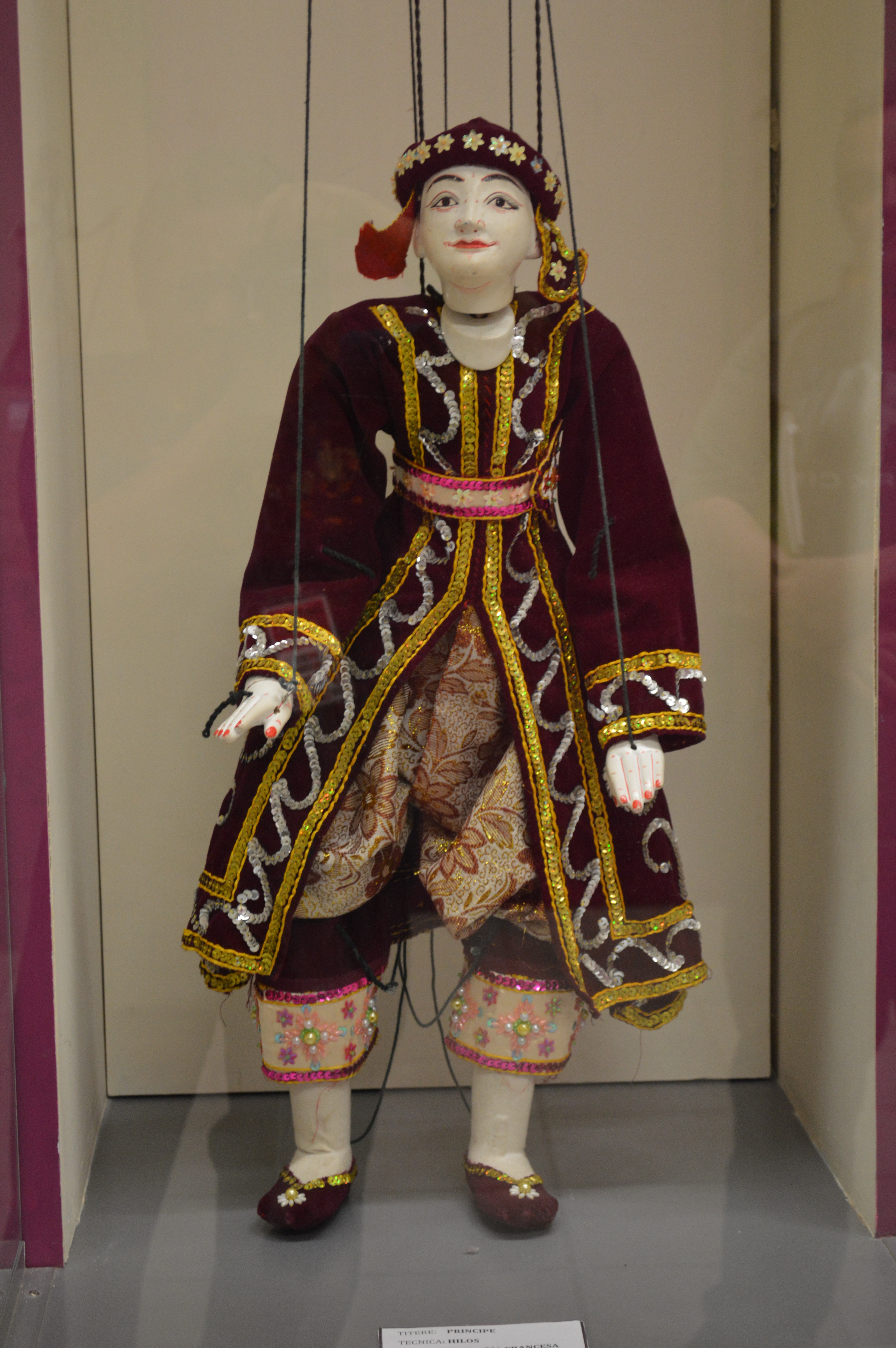
Mintha (Prinz). Marionette im Puppenmuseum von Huamantla, Mexiko.

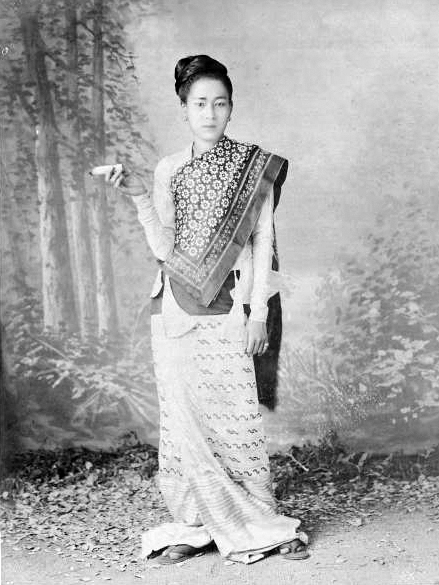
Eine Burmesin in der traditionellen Kleidung des 19. Jahrhunderts: Bluse ingyi, Schultertuch pawar und Wickelrock htamein, eine Zigarre (cheroot) rauchend. Foto von 1889.

In der vom buddhistischen Mönch Shin Sandalinka 1781 vereinigten Sammlung von historischen Erzählungen und politischen Berichten, Mani-yadana-bon, wird beschrieben, wie ein Dorfbewohner den Hauslehrer des Königs Mingyinyo (reg. 1485–1530) hinters Licht führte, als er vorgab, der große König Thagyar Min (Indra) zu sein. Den Anschein habe er erweckt, als er bei Dunkelheit mit einer Kleidung aufgetreten sei, die mit den in allen Farben leuchtenden Deckflügeln von Prachtkäfern (Buprestidiae) behängt war. Noel F. Singer (1992) folgert daraus, diese auch für arme Puppenspieler leicht erhältlichen Glitzerkäfer könnten in früher Zeit für die Ausschmückung von Marionetten verwendet worden sein. Vor allem die metallisch-grün glänzenden Käfer der Art Buprestis sp. (burmesisch po-hmin-taung) wurden im 19. Jahrhundert von Mädchen als Schmuck hoch geschätzt, sie zierten Palmblattfächer und sogar die goldenen Kronen der letzten beiden burmesischen Könige Mindon Min (reg. 1853–1878) und Thibaw Min (reg. 1878–1885).
Die erwähnte Minthami-Marionette trägt eine enge Bluse und darüber eine offene Jacke, die mit Pailletten besetzt ist. Durch eingenähte Bambusstreifen fixiert steht die Jacke von der Hüfte aus in zwei Spitzen nach oben. An den Beinen trägt die Figur einen burmesischen Wickelrock htamein, an dessen Stelle heute der etwas größere longyi umgebunden wird. Die geflochtenen Streifen entsprechen einem zeremoniellen keik htamein, der im 19. Jahrhundert von Damen des Hochadels getragen wurde. Ihr Partner, der Mintha, ist mit einer ähnlich langen, jedoch vorne geschlossenen Jacke bekleidet, die an den Hüften waagrecht nach außen steht. Sein Rock paso ist voluminöser als bei der Minthami-Figur.
Bis zum Ende des 19. Jahrhunderts waren die Charaktere an ihrer Kleidung zu erkennen. Sollte der Handlungsablauf eine Verwandlung, beispielsweise einer Minthami in einen Alchemisten erforderlich machen, so nahm die äußerlich unveränderte Figur einfach die Körperhaltung der anderen Rolle an, wobei das Musikensemble mit einer geänderten Spielweise den Wechsel nachvollzog. Ab den 1890er Jahren wurden die Kostüme mit mehr glitzernden Accessoires ausgestattet, weil diese nun leichter aus dem Ausland erhältlich waren.
Die Marionetten wurden früher in einem htan-khauk-phar genannten Behältnis aus den Blättern der Palmyrapalme (Borassus flabellifer, burmesisch htan) oder in einem runden Bambuskorb aufbewahrt. An deren Stelle sind heute Holz- oder Blechkisten getreten. Nach wie vor achten die Puppenspieler darauf, „verfeindete“ Figuren stets getrennt voneinander zu lagern.

## Aufführung

### Puppenspieltruppe
Ein festes Ensemble, das gelegentlich um zusätzliche Personen erweitert wurde, setzte sich aus mindestens drei Sängern/Sprechern (ah-so), zwei Puppenspielern für die Hauptfiguren Mintha, Minthami und Zawgyi, fünf Puppenspielern für die übrigen Figuren, die zugleich Sprecherrollen übernahmen und dem Leiter (sin-htein) zusammen. Diese Bühnendarsteller (shay-lu) wurden als höher stehend als die Musiker (nauk-lu, „Gefolge“) betrachtet. In der zweiten Hälfte des 19. Jahrhunderts war der Sprecher von Mintha oder Minthami üblicherweise auch der Leiter der Truppe. Sein Name wurde ab den 1870er Jahren in Mandalay mit dem gesamten Ensemble verbunden, das zuvor nur unter dem Namen seines Heimatortes bekannt war. Häufig wohnte die aus Professionellen und Auszubildenden bestehende Truppe in einer dem Leiter gehörenden Unterkunft zusammen, wo sie sich in der spielfreien Zeit während des Sommermonsuns (Mai bis September) aufhielten.
In der Konbaung-Zeit waren bis zu 40 Akteure an einer Aufführung im Palast beteiligt. Der Sänger und Sprecher der Rollen war deshalb von höherem Rang als der Puppenspieler, weil es seine laute Stimme war, mit der er das ebenfalls laute Orchester übertönte und diese Stimme hielt das Publikum in erster Linie bei Laune.
Nach burmesisch-buddhistischem Weltbild galten Frauen gegenüber Männern als minderwertig, weshalb bis Anfang des 20. Jahrhunderts die weiblichen Rollen von männlichen Akteuren übernommen wurden. Der Begründung, die männlichen Sprecher hätten sich bei der Anwesenheit von Frauen nicht richtig auf ihren Text konzentrieren können, begegnen Frauen, sie seien wohl eher aus Konkurrenzdenken ferngehalten worden. Die besondere Schwierigkeit für einen Mann bei der Sängerrolle der Minthami bestand darin, den gepflegten Sprachstil adliger Damen wiederzugeben und jedes Lied in einer bestimmten Tonskala und in einem eigenen Stil zu singen. Außerdem musste der Sänger zwölf typische Rollen oder Verhaltensmuster von Frauen in bestimmten Lebenssituationen einstudieren. Eine besondere Bedeutung kam neben dem Minthami-Sprecher dem Sprecher des Lu-shwin-daw (Clown) zu, der die Freiheit besaß, unabhängig vom Handlungsablauf auf die Bühne zu springen und einen Kommentar abzugeben, der – ausschließlich in seiner Rolle – sogar kritisch und sarkastisch gegenüber dem höchsten Adel ausfallen durfte. Ein großer Teil aller Dialoge wurde gesungen. Der Sänger saß hinter der Bühne neben seinem Puppenspieler und begann den meist auswendig gelernten Vortrag, sobald jener die Figur auf die Bühne gesenkt hatte.
Puppenspielertruppen wurden hierarchisch in eine von sechs Rangstufen eingeteilt und erhielten ein entsprechendes Rangabzeichen. An der Spitze stand die staatliche Puppenspielertruppe, maha-sin-daw-gyi („große königliche Bühne“), die im königlichen Theater (Pwe-kyi-sung) auftrat. Dieses war ein vergoldeter runder Pavillon, vor dem sich die Angehörigen des Hofes auf Teppichen sitzend im Halbkreis versammelten. Den staatlichen Puppenspielern war in Mandalay ein besonderer Wohnbereich im Palast, genannt yoke-thé-win zugeteilt. Nachgeordnet im Rang war die sin-daw-lat („königliche mittlere Bühne“), die unter der Obhut der vier Senior-Königinnen und des Kronprinzen stand. Mit der Ermordung des Kronprinzen Kanaung Min, dem Bruder des Königs Mindon Min, im Jahr 1866 wurde vermutlich diese Truppe aufgelöst und in die erstgenannte Truppe eingegliedert. Die dritte Rangstufe bildete das tha-mi-daw-mya-sin („Puppentheater der Prinzessinnen“), das mit Zustimmung des Königs von den älteren Prinzessinnen für gewisse Anlässe beordert wurde und nach dem Tod von Mindon Min 1878 verschwand. Für die Kinder am Hof gab es das sin-daw-galay („königliche Jugendbühne“), das auch für ältere Angehörige des Hofes auftreten durfte. Die fünfte Truppe hieß win-sin („gemischte Bühne“) und trat in den Wohnbereichen der offiziellen Mitglieder des Hofes auf. Auf der sechsten und niedrigsten Stufe standen die Wanderpuppenspieler ah-yat-sin, die nicht am Hof registriert waren und auch nicht die religiös besonders bedeutsamen letzten zehn Jatakas aufführen durften, sondern nur weniger bekannte Jatakas und sonstige Geschichten. Die gesamte hierarchische Ordnung brach mit dem Ende der Monarchie 1885 zusammen.
Die berühmteste Stimme des Mintha während der Regierungszeit von Mindon Min war U Thar Pyaw, den der Herrscher zum Thabin Wun ernannte. In dieser Eigenschaft besaß er das Privileg, eine weiße Robe tho-yin-eingyi zu tragen, ein Schwert mitzuführen und unter einem goldenen Schirm zu gehen. Puppenspielern war streng verboten, zu spät zu einer Aufführung zu erscheinen. Hierzu wird die Geschichte erzählt, dass U Thar Pyaw einmal deswegen zur Bestrafung mit Eisenketten an den Füßen ins Gefängnis gesteckt wurde. Als der König zum abendlichen Puppenspiel kam, sah er auf der Bühne einen wild an Fäden herumzappelnden Mintha, der jammerte und ein herzzerreißendes Lied anstimmte, worin die Marionette ihre eisernen Fußfesseln beklagte. Daraufhin ordnete der König umgehend die Freilassung U Thar Pyaws an.
Beim Amtsantritt des Königs Thibaw Min 1878 wurde die Position des Thabin Wun (des letzten vor der Abschaffung des Amtes 1885) an U Chin Taung übergeben, der die Minthami-Rolle sang. Wie Noel F. Singer (1992) vermerkt, erhielt wohl deshalb ein Sänger einer weiblichen Rolle diese offizielle Position, weil faktisch Königin Suphayarlat die höchste Macht ausübte. Bald übernahm Saya Pu (1860–1914) die führende Stellung des höfischen Marionettentheaters. Er und seine Truppe waren auch nach der Abdankung des Königs bis zum Jahr 1908 beliebt, als er von der Briten verhaftet wurde, weil er ein für subversiv gehaltenes Loblied auf die burmesischen Könige komponiert hatte.
Die Marionettenspieler (kyo-swair) entwickelten in der zweiten Hälfte des 19. Jahrhunderts Techniken, die den Puppen zu einer lebensechten Beweglichkeit verhalfen. Die Ausbildung eines jungen Lehrlings dauerte mehrere Jahre, während er sich um den Haushalt kümmern musste und dafür vom Leiter der Truppe versorgt wurde. Am Beginn der Ausbildung standen die einfacher zu bedienenden, nichttanzenden Figuren, also die meisten Tiere und die Nebenrollen. Dazu gehörten drei der vier Minister, deren hauptsächliche Rolle darin bestand, ab und zu mit dem Kopf zu nicken und die Hände flehend in Richtung des Königs zu erheben. Der vierte, anspruchsvoller darzustellende Minister war ein Bösewicht, der gelegentlich mit einem Schwert oder Stock auf ein armseliges Opfer einschlug. Eine besonders schwierig zu spielende Figur war die sich schlängelnde Naga, obwohl sie nur an zwei Fäden hing. Auf Dauer war es anstrengend, die übernatürlichen Wesen zu halten, weil diese nie den Boden berühren durften. Nach drei Jahren erhielt der Schüler die Erlaubnis, die zentralen, tanzenden Figuren des Stücks vorzuführen.

### Bühne

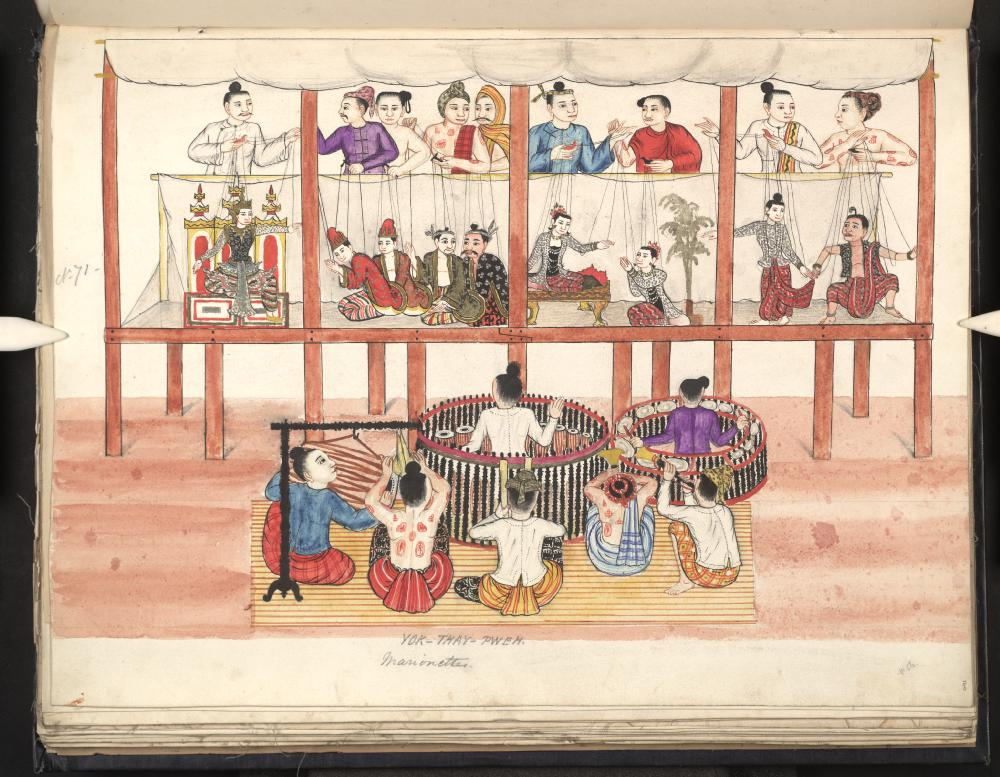
Marionettenbühne des 19. Jahrhunderts. Davor sitzt das hsaing waing-Ensemble auf einem Teppich. Mitte: Trommelkreis hsaing waing, rechts: Buckelgongkreis kyi waing. Vordere Reihe von links: waagrechte Fasstrommel pa’má, Paarbecken si, Bambusschlaggabel walet-hkok und zwei Doppelrohrblattinstrumente hne. Aquarell eines unbekannten Malers von 1897.

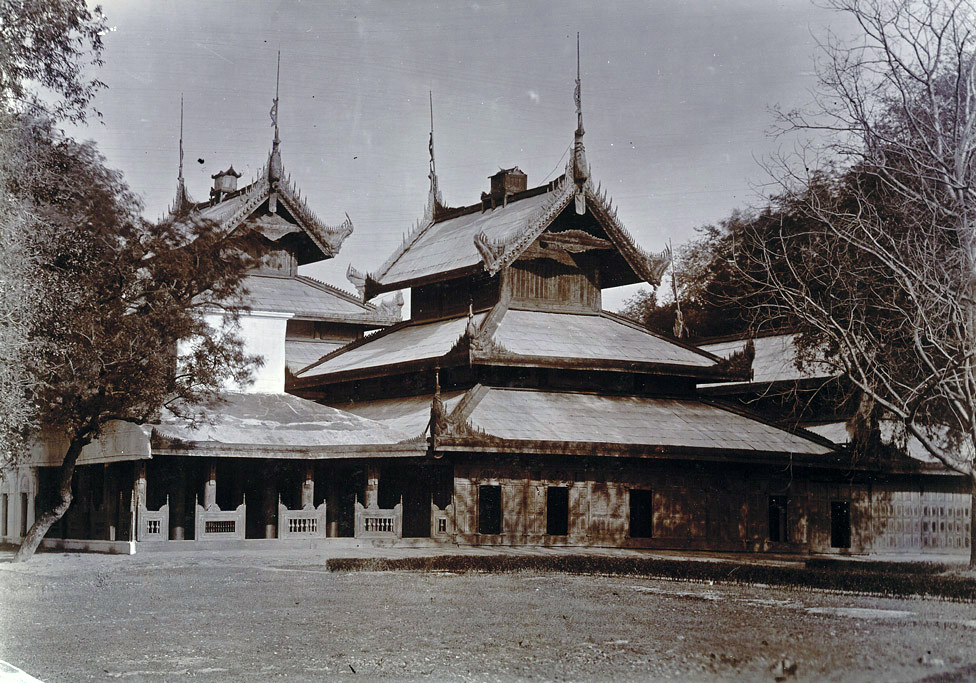
Wohnbereich der Königin im Palast von Mandalay, 1905.

Die früheren Bühnen waren stets auf dieselbe Weise aus Bambusstangen mit einer trapezförmigen Grundform konstruiert. Vor 1776, als der erste Thabin Wun eingesetzt wurde, waren die Bühnen vielleicht mehr für Tanzdarbietungen ausgelegt und erst mit der wachsenden Zahl von Puppenspielen durch die offizielle Anordnung wurde die Bühne passender eingerichtet. Die Form wurde beibehalten, aber an der Vorderseite der Plattform verbreitert. Die Bühne wurde vorne von sieben Pfosten (pin, „Baum“) getragen, deren Abstand 90 Zentimeter betrug. Dies ergibt eine Breite von rund 5,5 Metern. Bis zum Jahr 1855 wurde der Abstand zwischen den Pfosten auf 1,5 Meter vergrößert. Nach Angaben des Thabin Wun von 1883 sollte die vordere Bühnenkante neun Abschnitte (Armlängen, taung, umgerechnet 45 Zentimeter) lang sein. Die Tiefe sollte vier Abschnitte messen. Eine etwas kompaktere Trapezform hatte die Größe: sechs Abschnitte vorne, vier Abschnitte in der Tiefe und zwei Abschnitte an der hinteren Kante.
Bis in die 1880er Jahre mussten die Plattformen aus Bambus hergestellt werden. Die Pfosten wurden auf einem freien Platz so in den Boden eingeschlagen, dass die Bühne gegen den Wind (nach anderen Angaben quer zum Wind) orientiert war. Errichtete man die Bühne auf einem trockenen Reisfeld, so durfte der Pfad zwischen den Feldern nicht überbaut werden, um den Schutzgeist des Reisfeldes nicht zu erzürnen. Dies sind zwei einer großen Zahl von Vorschriften, mit denen die Puppenspieltruppen zu kämpfen hatten. Vermutlich auf den ersten Thabin Wun geht die Einteilung der Fläche hinter der Bühne für die Lagerung der Marionetten während der Vorstellung zurück. Auf der linken Seite (let-wair) wurden die beiden Dämonen, die Naga (Schlange), der Garuda (Vogelmensch), Affe, Tiger, Papagei, Alchemist, Geistwesen, Ehrendame, Mintha, Minthami und Brahmane aufgehängt, auf der rechten Seite (let-yar) hingen unter anderem ein Nat, das Pferd, zwei Elefanten, der König, zwei alte Prinzen, ein Einsiedler und die vier Minister. Ein Bühnenbild gab es nicht. Für die beiden Handlungsorte – im Wald und im Palast – dienten zwei Requisiten, die unter den Puppen deponiert wurden. Um den Wald darzustellen, steckte man Zweige von Syzygium grande  (burmesisch tha-byai) in einen Ständer, den Palast (nandaw) repräsentierte ein Modell mit einem Thron aus vergoldetem und mit buntem Glas besetzten Holz. Spätere Ausstattungsgegenstände für einzelne Szenen waren unter anderem Pagode, Kloster, Boot, Himmelswagen und Thronsitz. Das bedeutendste Requisit bis zum Ende der Monarchie war der Königspalast, der am Ende der Vorstellung als einziges stehen blieb und beim Transport an vorderster Stelle mitgeführt wurde.
Für die Beleuchtung der Bühne hatte der Auftraggeber der Vorstellung zu sorgen. Üblicherweise wurden Öllampen aus Tonschalen verwendet, die mit Erdöl oder Öl aus den Samen des Zerberusbaums (Cerbera odollam, burmesisch kalwa) gefüllt waren. In ländlichen Gegenden wurden auch Fackeln verwendet, die aus Holzspänen und dem Harz von Dipterocarpus-Arten (kan-yin) bestanden und einen starken Rauch produzierten. Keine der Lampen im 19. Jahrhundert war auf die Marionetten fokussiert.
Unter dem Eindruck ausländischer Puppenspielbühnen wurden nach 1948 auch völlig andere Bühnenräume konstruiert: rechteckig mit einem halbrunden Vorhang oder doppelstöckige Bühnen, bei denen die Puppenspieler von einem Podest an langen Fäden ihre Figuren bewegten. Bis um 1960 waren die trapezförmigen Plattformen durch rechteckige ersetzt, die doppelstöckige Bühne mit einer neuartigen Beleuchtung wurde 1962 in Mandalay eingeführt. Ein neuer Effekt war die Projektion von Farbdias auf den Bühnenhintergrund.

### Musik
Der Marionettentheater begleitende Ensembletyp ist seit dem 18. Jahrhundert das allgemein für zeremonielle und sonstige Veranstaltungen im Freien eingesetzte große hsaing waing-Orchester. Zuvor war die Begleitmusik mutmaßlich auf eine Trommel (bon), Zimbeln (lin gwin) und Bambusschlaggabel (walet hkok) beschränkt. Das führende Melodieinstrument des hsaing waing ist der gleichnamige oder pat waing genannte Trommelkreis, der aus einer von ursprünglich 6 bis auf heute 21 angewachsenen Zahl von zweifelligen, senkrecht aufgehängten Röhrentrommeln mit einem Tonumfang von über drei Oktaven besteht. Der Trommelkreis gehört zu den wenigen erhaltenen, im 1. Jahrtausend aus Indien eingeführten Musikinstrumenten. Einen ähnlich großen Durchmesser besitzt der Buckelgongkreis kyi waing mit 21 gestimmten, waagrecht aufgehängten Buckelgongs. Die Musiker (saing thamar) spielen ferner einen einzelnen Buckelgong maung von einem Meter Durchmesser, die ungefähr dreieckige Messingschlagplatte kyizi, die waagrecht an einem Gestell hängende Fasstrommel pat ma, ein Set aus sechs Trommeln chauk lon bat, die kleinen Handzimbeln than-lwin, ein Doppelrohrblattinstrument hne und bis Anfang des 20. Jahrhunderts ein ebensolches genannt hne kris (oder hne gyi), das um eine Quinte tiefer gestimmt ist.
Die Trommeln und Gongs sind von meist kunstvoll verzierten Holzverkleidungen umgeben. Puppenspieltruppen der unteren Rangstufen fünf und sechs durften nur schlichte Instrumente verwenden und als einziges Zugeständnis deren Holzoberflächen einölen. Bei zeremoniellen Anlässen am Hof traten die führende Puppenspieltruppe und deren Orchester auf, bei nachrangigen Anlässen die entsprechenden Puppenspieler. Die Musikinstrumente der drei oberen Ränge waren vergoldet und mit Glasmosaik im Holz verziert. Zur Zeit des letzten burmesischen Königs Thibaw Min bestanden die Gongs, Doppelrohrblattinstrumente (hne) und Flöten (palwei) des nobelsten Palastorchesters aus Silber und wurden bei Nichtgebrauch in der königlichen Schatzkammer aufbewahrt.
Vor einer Aufführung schlugen die Musiker etwa ab 18 Uhr die Zimbeln und die große waagrechte Trommel, um die Zuschauer anzulocken. Bei der Abenddämmerung um 19 Uhr spielte das gesamte Orchester auszugsweise einige Stücke ihres Repertoires, bis etwa eine halbe Stunde danach das Puppenspiel begann. Bei den spärlichen Requisiten hatte die Musik die Aufgabe, die Zuschauer auf den Ort des Geschehens einzustimmen und jede Puppe mit der ihr gemäßen Melodie vorzustellen. Häufig richtete eine der Marionetten das Wort an den Leiter des Orchesters mit einer saing-sint genannten Ansprache und forderte ihn auf, die der nachfolgenden Szene gemäße Melodie zu spielen.

## Spielhandlung
Eine traditionelle Aufführung bestand aus zwei Teilen. Nach dem rituellen Opfer an die 37 Nats spielte das Orchester eine Abfolge von Stücken, um das Publikum in eine mythische Sphäre zu führen, die im Himawunta-Wald irgendwo im Himalaya liegt (himawunta, von Pali himavanta, bedeutet „schneereich“, ebenso Himavat, und entspricht Himalaya, „Schnee-Ort“), jenseits der durch die Musik symbolisierten mehrfachen Zerstörung und Neuentstehung der Welt. Die nun auftretenden Charaktere tanzten zusammen mit diversen Tierfiguren und sonstigen Geschöpfen. Diese zusammen mit der nachfolgenden Palastszene bis um Mitternacht andauernde erste Hälfte der Vorführung war auch für die zuschauenden Kinder gedacht. Anschließend begann mit dem Auftritt von Mintha und Minthami der zweite Teil, das Schauspiel für die Erwachsenen. Der gesamten Aufführung lag die kosmogonische Vorstellung zugrunde, wonach die Welt am Anfang von Geistern bewohnt war. Später wurden die Tiere und Menschen erschaffen und schließlich entstand das burmesische Königreich. Die Erschaffung der Welt ist die Voraussetzung, bevor ein Marionettenspiel in diesem Königreich aufgeführt werden kann.

### Vorspiel 1: Himawunta-Wald

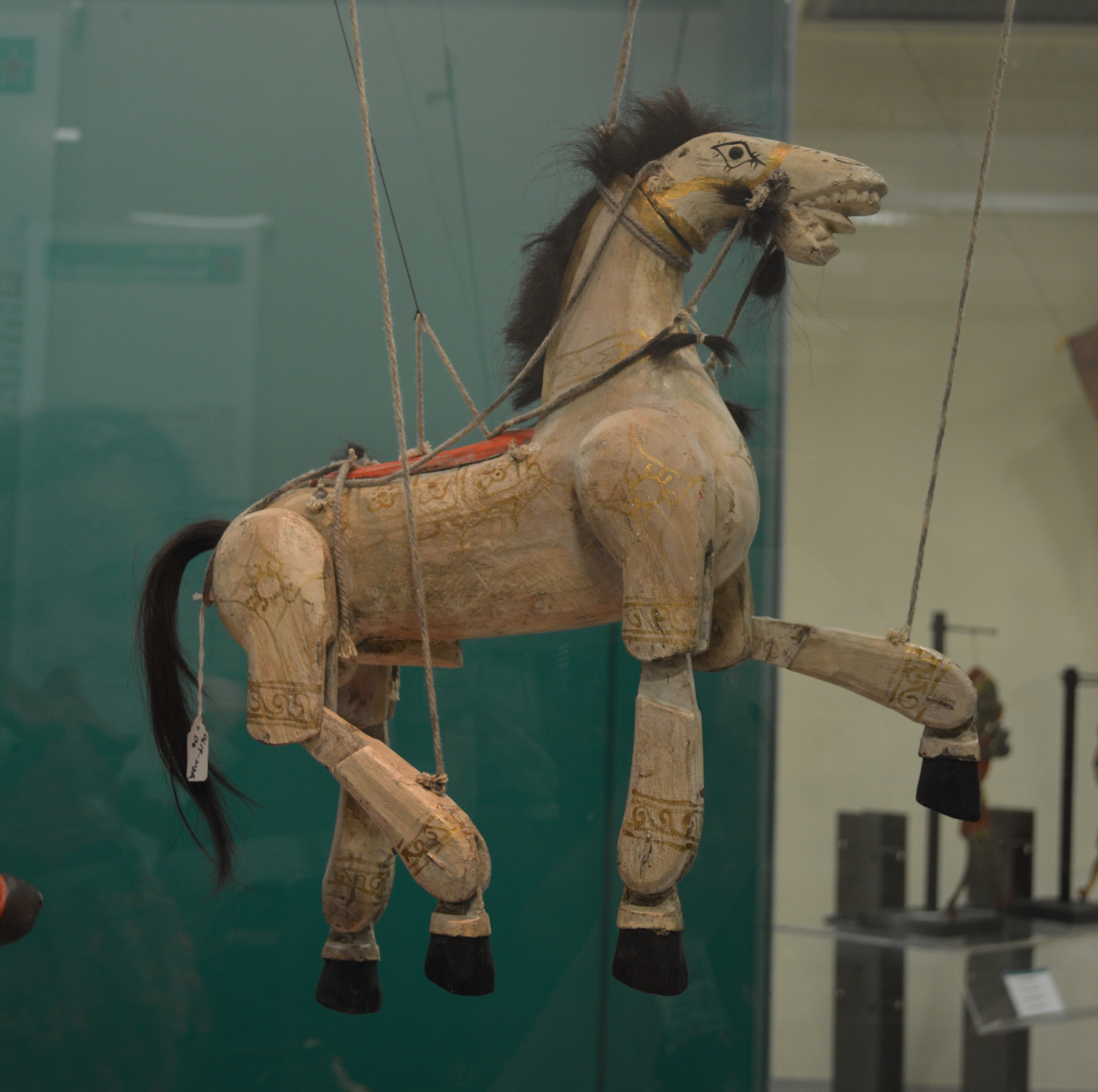
Fliegendes weißes Pferd Ajaneya. Marionette im Puppenmuseum von Huamantla, Mexiko.

Die Welt wurde nach burmesischer Vorstellung 64 Mal durch Feuer (mi), Wind (lay) und Wasser (yae) zerstört. Die Erde wurde 56 Mal hintereinander von sieben Sonnen verbrannt und danach ein Mal von Stürmen verwüstet. Es folgten siebenfach heftige Regen, die alles unter Wasser setzten und selbst die höchste Himmelstufe der Geister und des Gottes Brahma überfluteten. Nach jeder Zerstörung entstand die Welt und alles Leben von neuem. Diese drei zerstörenden Elemente symbolisiert das Orchester durch das siebenmalige Schlagen der Zimbeln, einen Schlag auf den großen Gong und darauf schnelle Schläge auf die Trommel, die den Aufprall riesiger Regentropfen akustisch umsetzen. Der Ablauf wurde drei Mal wiederholt. Mit dem letzten verklungenen Schlag war die heutige Welt erschaffen und die Szene im Himawunta-Wald konnte beginnen.
Als erste Figur erschien die Nat-kadaw (Geisterbeschwörerin), um in einem Tanz die Geister, also die nach der Schöpfung ersten Wesen auf der Welt, und die sonstigen unsichtbaren Wesen der Umgebung günstig zu stimmen und alle negativen Einflüsse abzuwenden. Ähnlich wie der jede burmesische Theatervorführung einleitende Geisterbeschwörungstanz (sin taing gan) wird in den traditionellen indischen Theaterstilen vor jeder Aufführung ein Vorspiel (Sanskrit purvaranga) zur Reinigung des Ortes und als Huldigung an die Götter durchgeführt. Die Stimme des Mintha trägt nun ein Loblied an den obersten Himmelsgott Thagyar Min vor, der mit Shakra im Buddhismus und Indra im Hinduismus vergleichbar ist. Darin wird beschrieben, wie nach dem Abfließen der Wassermassen vier große und 2000 kleinere Inseln entstanden sind und wie sich in der Mitte der heilige Berg Meru erhob, umringt von anderen Bergen und dem Himawunta-Wald. Die Stimme der Minthami trug Lieder an die 37 nationalen Nats und an den lokalen Schutzgeist vor. Die beiden Sänger wurden vom Orchester begleitet. Bei Aufführungen in den folgenden Nächten wurde die Nat-kadaw-Marionette durch die Figur der Ahpyodaw (Ehrendame) ersetzt.
Das nachfolgend auftretende, fliegende weiße Pferd Ajaneya gehört noch zum Schöpfungsmythos und ist von den Ashvins der indischen Mythologie abgeleitet. Ashvins sind als Ärzte für die Götter tätige Zwillinge und Söhne des Sonnengottes Surya, die auch auf Pferden reitend dargestellt werden. Das himmlische Pferd Ajaneya führt in der neu geschaffenen weiten Welt vier Tänze auf, bevor es über den Bühnenhintergrund springt und verschwindet. Das erste auf die Erde gehörende Wesen ist ein Affe (Myauk), der sich nach seinem Tanz ebenso über den Vorhang davonmacht, gefolgt von einem Tiger, der seine Krallen wetzt und die Kinder in der ersten Reihe gefährlich anfaucht. Die Tiere erschienen entweder allein auf der Bühne oder waren in einer Spielhandlung mit zwei Nats verwickelt. Der Affe konnte von zwei mächtigen, grün gewandeten Monstern (Belu) vertrieben werden und der Tiger kämpfte manchmal mit einem schwarzen Elefanten, der von der anderen Seite auf der Bühne erschienen war und sich wegen seiner Größe nur mählich hin und her bewegte. Den Kampf gegen den Tiger gewann er meist. Abschließend glitt von oben langsam der Zawgyi (Alchemist) herab und besang die Schönheit des Waldes, während er magische Kräuter sammelte, zerstampfte und den Zaubertrank einnahm. Da der Zawgyi nicht den Boden berühren durfte, band man an seine Füße kleine Bleigewichte. Wenn diese periodisch auf dem Boden auftrafen, lockerten sich die an den Beinen befestigten Fäden und es sah aus, als würde die Figur gehen. Ein Zawgyi kann außerordentlich alt werden – eine Million Jahre; zu seinen wundersamen Leistungen gehört, Früchte in schöne Mädchen zu verwandeln.
Ab ungefähr den 1920er Jahren wurde ein zweiter Zawgyi eingeführt, damit beide als Duo ihre spieltechnischen Fähigkeiten herausstreichen konnten. Der eine war eine elegante, prächtig gekleidete Figur, die Nan Zaw („Palast-Zawgyi“) hieß, die andere war eine komische Figur namens Taw Zaw. Sie ging in einer spektakulären Aktion des Puppenspielers von der Bühne, der alle Fäden um die Figur wickelte, die dann sich wild im Kreis drehend durch die Luft flog. Auch alle anderen Szenen wurden schnell und ohne Pause vorgeführt, um das Publikum nicht zu ermüden. Erst am Ende des ersten Teils gab es eine Pause.
Die rituelle Eröffnung hat zwar äußerlich keine Gemeinsamkeiten mit dem Beginn des indonesischen Schattenspiels wayang kulit und den anderen südostasiatischen Schattenspielen, es ist aber eine strukturelle Beziehung erkennbar, weil hier wie dort zunächst die kosmische Ordnung hergestellt werden muss. Dem anfangs gesetzten Zweig, der den Himawunta-Wald repräsentiert, entspricht im wayang kulit die Figur des Weltenbaums gunungan, die als erste auf der Schattenspielbühne erscheint und als letzte verschwindet. Die Kämpfe zwischen zwei Tieren sind auch für das indonesische wayang und das kambodschanische Schattentheater sbek thom typisch, wo hellfarbige gegen dunkelfarbige Tiere antreten. Im Vorspiel des thailändischen nang yai kämpfen ein guter weißer und ein böser schwarzer Affe gegeneinander, bis es dem weißen Affen gelingt, die von seinem Gegner angerichtete Unordnung zu beseitigen.

### Vorspiel 2: Im Palast

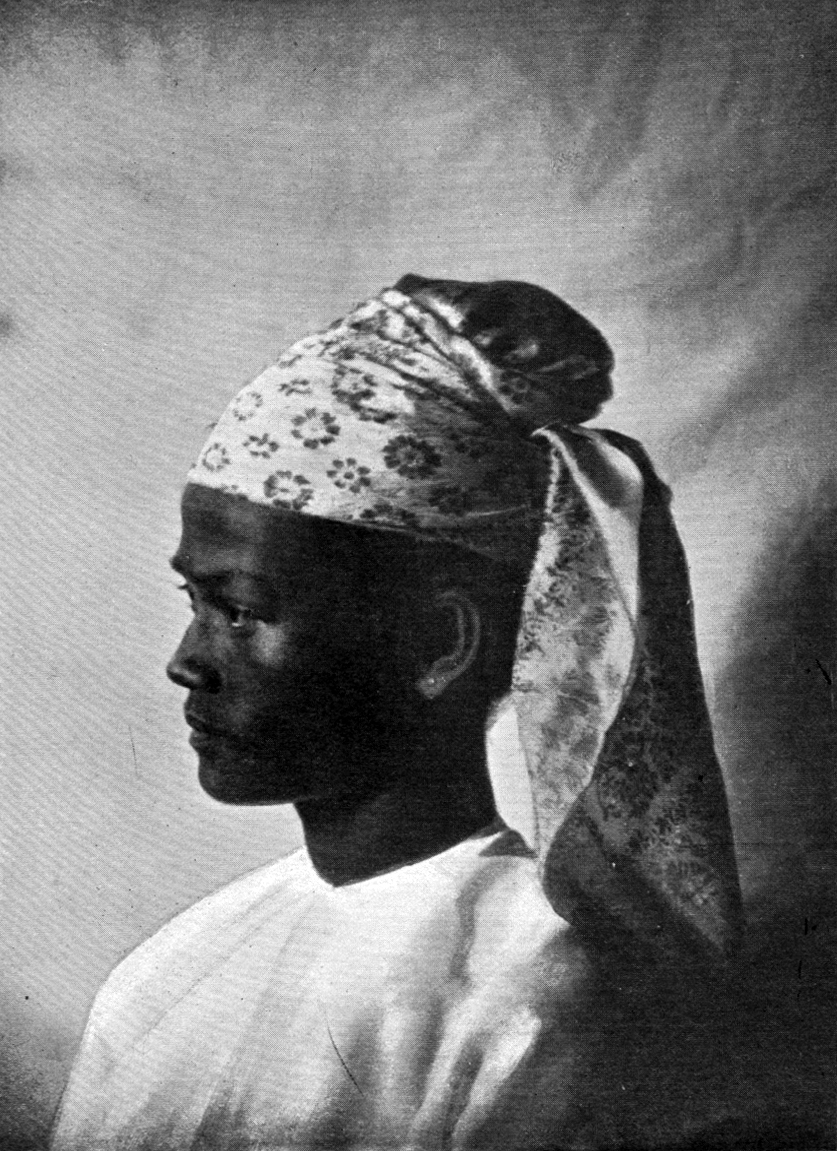
Burmesische Kopfbedeckung gaung baung mit einer Schleife, 1904.

Die zweite Szene spielt im Palast und trägt den Titel taing pye te gan (taingpyi tegann, „Einführung/Gründung des Königreichs“). Die vier Minister erscheinen in der Reihenfolge ihres Ranges in langen roten oder grünen Mänteln und einem hohen Kopfputz (gaung baung, ein typisch burmesisches, um den Kopf gewickeltes Tuch). Ihre unterschiedlichen Titel und Funktionen stimmen nicht direkt mit denjenigen der historischen Minister der Konbaung-Zeit überein. Sie besprechen die wichtigsten Verwaltungsaufgaben und diskutieren gewisse religiöse und sonstige Fragen. Mit den überschwänglichen Lobreden auf den König, der mit seinen weisen Entschlüssen das Land zu ewigwährendem Frieden und Glück hinführe, ist auch für die zweite Szenerie die Grundlage für die spätere Haupthandlung gelegt. Nachdem sie geendet haben, kommt ein barfüßiger jugendlicher Diener (Thu-nge-daw oder She-daw-pye) herein, der mit einem Tanz das Publikum auf die Ankunft des Königs vorbereitet.
Die Figur des Dieners war mit einem offenen kurzärmeligen Hemd und kurzen Hosen bekleidet und zeigte eine Tätowierung auf der Brust. Diese Puppe war etwas kleiner als die anderen und wurde meist vom Schüler der Mintha-Figur bedient. Häufig wurde währenddessen die Palastrequisite auf die Bühne herabgelassen.
Danach treten, begleitet vom Orchester, das eine königliche Musik spielt, der König und seine Minister auf. Sie sprechen eine gezierte Hofsprache. Mintha, Minthami und die sie begleitenden Clowns haben einen formellen Auftritt und betreiben eine ritualisierte Kommunikation mit dem König. Ist die Audienz beendet, verschwinden der König und seine Minister und überlassen die Bühne dem singenden und tanzenden Prinzenpaar. Deren musikalische Einlage heißt thit-sar-htar („ewige Liebe schwören“). Nach rund zweistündiger Dauer für den zweiten Teil und einer kurzen Unterbrechung begann das eigentliche Schauspiel.

### Schauspiel

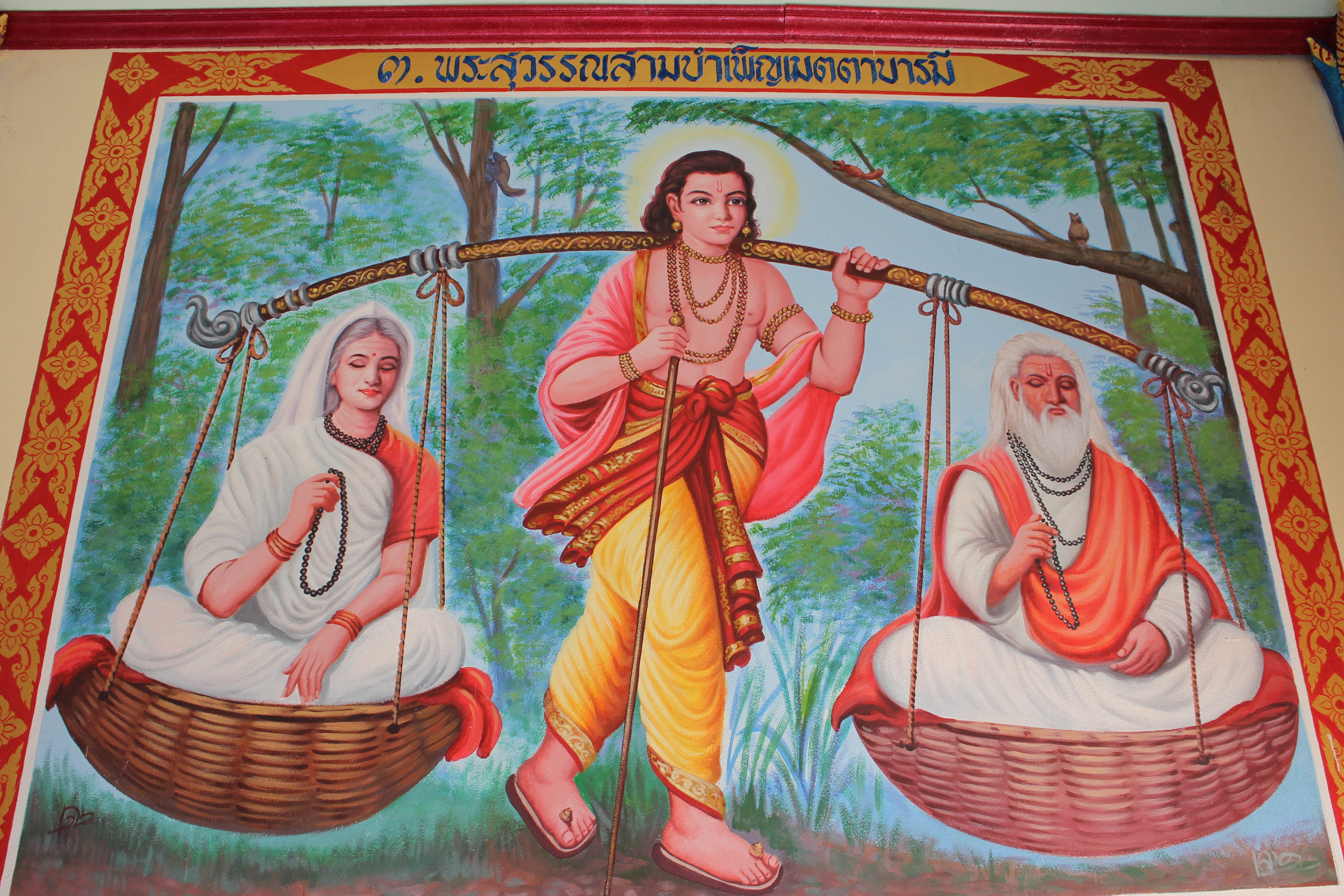
Prinz Suvanna Sama kümmert sich um seine blinden Eltern und verkörpert im dritten der zehn großen Jatakas die Tugend Nächstenliebe. Moderne Wandmalereien im Wat Saphan Saam (thailändisch „Tempel der drei Brücken“) in Phitsanulok, Thailand.

Das eigentliche Schauspiel (zat lan) bildet den Höhepunkt und abschließenden Teil der Vorführung. Die frühesten Puppenspieler bezogen ihre Inhalte vermutlich aus den Jatakas, den Erzählungen aus dem Leben des Siddhartha Gautama und den vorherigen Leben Buddhas in tierischer und menschlicher Gestalt. Das Wort zat ist von jataka abgeleitet und bezieht sich auf buddhistische Inhalte. Um der Abneigung einiger buddhistischer Lehrmeinungen gegen Belustigungen jeglicher Art zu begegnen, mussten die Akteure ihre Zuschauer zu der Überzeugung bringen, dass sie sich mit der Betrachtung der religiösen Aufführungen Verdienste (Pali puñña, Thai tham bun) erwerben. Später kamen andere Erzählgattungen hinzu, die Jatakas bildeten aber aus dem genannten Grund weiterhin den Schwerpunkt.
In der ersten Hälfte des 18. Jahrhunderts waren vor allem die „Zehn großen Jatakas“ (Zat-gyi-sair-bwe, Pali Mahanipata Jataka oder Mahajatakas) populär, von denen jede eine bestimmte Tugend veranschaulicht. Diese zehn Jatakas (zat gyi) gelten der Überlieferung nach als die chronologisch letzten Erzählungen über die verschiedenen Leben der Bodhisattvas (Wesen, die vor der Erlangung der Buddhaschaft stehen) bis hin zum historischen Siddhartha Gautama und deshalb als die religiös bedeutsamsten.
1. Tay-mi zat oder Temyia-Jataka, Tugend: Verzicht. Prinz Temyia, der Bodhisattva, gibt vor, stumm und behindert zu sein, um sich nicht schlechtes Karma aufzuladen, was mit der Übernahme des Königreichs zwangsläufig verbunden wäre.[75]
2. Za-na-ka zat oder Mahajanaka Jataka, Tugend: Furchtlosigkeit. Prinz Mahajanaka erleidet Schiffbruch auf der Seereise nach Suvarnabhumi, dem Goldland im Osten, und wird nach vielen Strapazen von der Göttin Manimekkhala gerettet.
3. Thu-wun-na-shan oder Sama Jataka, Tugend: Nächstenliebe. Prinz Suvanna Sama bringt täglich Wasser vom Fluss zu seinen blinden Eltern.
4. Nay-mi zat oder Nimi Jataka, Tugend: Entschlossenheit. König Nemi fährt in seinem Wagen und sieht zunächst die Hölle und dann den Himmel. Er ist erschrocken über das Leiden, das in der Hölle herrscht, und verzichtet auf ein ewiges Leben im Himmel.
5. Ma-haw-tha-da zat oder Mahosadha Jataka. Tugend: Weisheit. Der weise König Mahosadha schließt mit seinem Gegner Freundschaft.
6. Bu-ye-dat zaz oder Bhuridatta Jataka. Tugend: Beharrlichkeit. Ein Schlangenbeschwörer nimmt den Naga-Prinzen Bhuridatta (mythische Schlange) gefangen und lässt in schließlich wieder frei.
7. San-da-gon-mar zat oder Canda Kumara Jataka. Tugend: Geduld. Gott Indra errettet Prinz Canda Kumara vor dem Opfertod.
8. Na-ya-da zat oder Narada Jataka. Tugend: Gelassenheit. Narada, der göttliche Brahma, lehrt den König, sich von seinen falschen Vorstellungen zu befreien.
9. We-dura zat oder Vidhura Pandita Jataka. Tugend: Ehrenhaftigkeit. Der weise Vidhura Panditta, der Bodhisatta, wird in das Reich der Nagas zurückgebracht.
10. Way-than-daya zat oder Vessentara Jataka. Tugend: Großzügigkeit. Prinz Vessentara verschenkt alle Schätze des Landes und seine Frau, schließlich kehrt er wieder zu seiner Familie zurück.

Im Jahr 1733 verfasste der Dichter und Minister der Taungu-Dynastie, Padaythayaza (1684–1752) das erste abendfüllende Schauspiel Maniket (မဏိကက်, von Pali Manikakkha), das sehr wahrscheinlich auch von Puppenspielern aufgeführt wurde. Der Inhalt des Maniket Pyazat basiert wie sein gleichnamiges Gedicht Maniket Pyo auf dem Sattadhanu Jataka, das nicht zu den kanonischen Jatakas gehört. Ein anderes Schauspiel stammt aus der Zeit der Siamesisch-Birmanischen Kriege in den 1760er Jahren und ist nach seiner Heldin Mai-zar-yu benannt. Beide Stücke scheinen sich nicht bis 1821 gehalten zu haben, denn sie finden sich nicht in der offiziellen Liste der höfischen Marionettenspiele.
Um die Mitte des 19. Jahrhunderts wurden die Marionettenspiele in fünf übergeordnete Gruppen eingeteilt:
1. Nibatwin-mahawin zat: Schauspiele, die auf den Jatakas und dem Mahavamsa (Pali, „Große Chronik“, im 5. Jahrhundert verfasste Geschichte Sri Lankas von ihren mythischen Anfängen im 6. Jahrhundert v. Chr. bis zum Anfang des 4. Jahrhunderts n. Chr.) basieren.
2. Phaya-thamaing handeln von der Geschichte eines buddhistischen Tempels, also von den historischen, mythischen und magischen Erzählungen, die es zu jedem Stupa (paya) gibt.
3. Yazawin zat: mehr oder weniger fiktionale Stücke über das Leben historischer Persönlichkeiten.
4. Dandaye: Volkserzählungen.
5. Hto zat: erfundene Geschichten.[76]

König Mindon Min berief 1871 die fünfte große buddhistische Synode nach Mandalay ein, auf der die Sangha eine verbindliche Version des Pali-Kanons (Tipitaka) festlegte. Ferner wurde Mandalay zum religiösen und kulturellen Zentrum des Landes bestimmt, worauf in den Folgejahren die aufgeführten Stücke mit buddhistischen Inhalten zunahmen.
Bei allen Puppenspielen standen ein starker Held oder eine starke Heldin, manchmal auch ein Tier im Mittelpunkt. Die Helden zeichneten sich durch eine hohe Kampfbereitschaft bei gleichzeitig hoher Leidensfähigkeit in der Auseinandersetzung mit Dämonen und sonstigen üblen Gestalten aus. Sobald sie jedoch einer höher stehenden Autorität gegenübertraten, verhielten sie sich unterwürfig. Von den damaligen Untertanen des Königs wurde dies als ein Hinweis auf das im Alltag geforderte Rollenverhalten verstanden. Helden durften nie sterben. Falls eine Puppenspieltruppe dennoch eine Handlung mit dem Tod einer Hauptfigur beendete, konnte ihr Auftraggeber ihnen die Bezahlung verweigern. Es war jedoch möglich, einen Helden sterben zu lassen, wenn man ihn anschließend wieder zum Leben erweckte. Falls eine Puppenspieltruppe nicht die passende Marionette zur Verfügung hatte, war es gängige Praxis, einer anderen Figur die richtige Maske aufzusetzen, um gemäß den Sehgewohnheiten der Zuschauer die Rolle auszufüllen. Die Maske wurde aber stets auf die Stirn der Puppe gebunden und verdeckte nie deren Gesicht.
Stücke aus der höfischen Tradition wurden noch bis ins 20. Jahrhundert hinein aufgeführt. In den von den Briten eingenommenen Gebieten wurden ab 1872 neue Stücke für das Schauspielertheater gedruckt und zunehmend bei der Bevölkerung beliebt. Der Autor Hmawbi Saya Thein (1862–1942) vermerkt in einem Artikel über burmesische Schauspiele von 1930, dass in den ersten beiden Jahrzehnten des 20. Jahrhunderts über 500 Titel in Umlauf waren. Hierzu gehörten auch Stücke, die sich thematisch mit den ethnischen Minderheiten des Landes befassten. Einige der beliebtesten Stücke wurden für eine moderne Art von Puppenspiel adaptiert. Marionettenspieler, die über Land reisten und sich aus diesem großen Fundus bedienten, wählten nach der ethnischen Zusammensetzung ihres Publikums Schauspiele mit Heldenfiguren aus den jeweiligen nationalen Erzählungen.
Mit der Imitation des Schauspielertheaters ab den 1950er Jahren konnte eine Aufführung zunächst die Charaktere der Himawunta-Szene einführen und die nachfolgenden traditionellen Tierfiguren mit zeitgenössischen Elementen zusammenbringen: Der Affe wird beispielsweise von einer Figur begleitet, die Tarzan ähnlich sieht, der Tiger und der Elefant werden im Wald von einem europäischen Jäger mit einem laut knallenden Gewehr bedroht oder der mythische Vogel Garuda und die mythische Schlange Naga begegnen einer englischen Dame mit ihrem Dackel. Unter die überlieferten Figuren mischten sich gelegentlich auch Autos, Motorräder oder Flugzeuge.

## Gegenwärtige Rolle des burmesischen Marionettentheaters

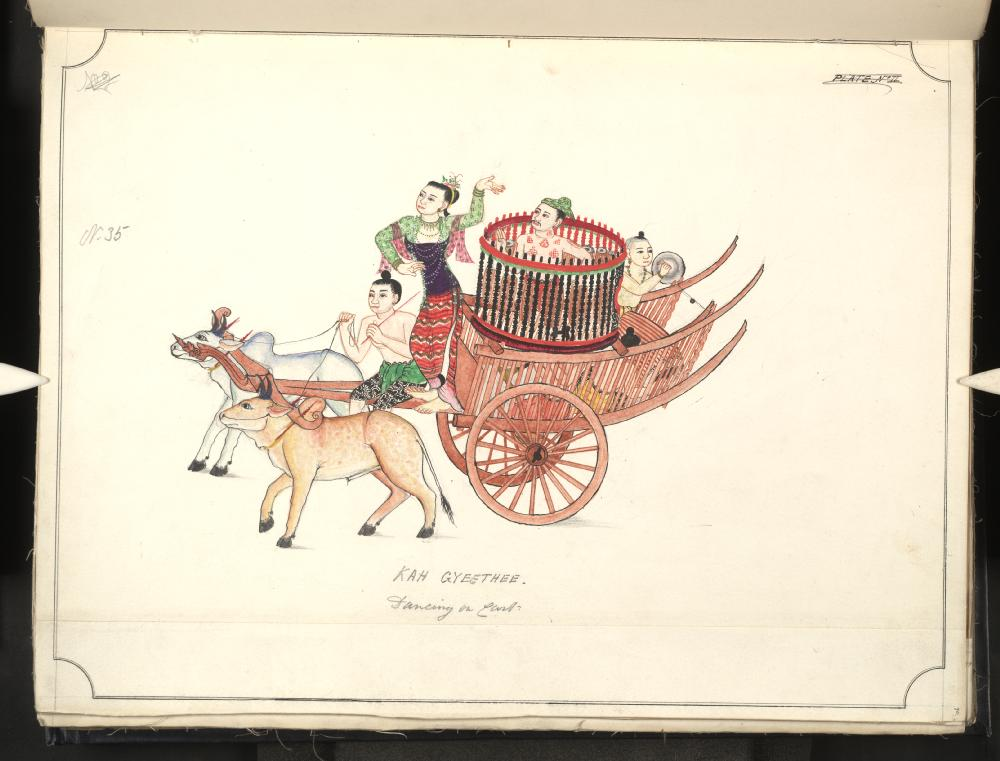
Dörfliche Unterhaltung im 19. Jahrhundert einer wandernden Darsteller- und Musikertruppe. Die auf dem Ochsenkarren stehende Tänzerin wird von zwei Musikern mit Trommelkreis hsaing waing und Paarbecken begleitet. Aquarell von 1897.

Eine Wiederbelebung des yoke thé in veränderter Form ist seit den 1990er Jahren – etwa in dieser Reihenfolge – dem wachsenden Tourismus, den staatlichen Bemühungen um eine nationale Identität, einigen Kulturschaffenden mit Interesse an der Puppenspieltradition und einer Gruppe ebenso interessierter Zuschauer zu verdanken. Die staatliche Unterstützung kommt nicht allein dem Marionettentheater zu, sondern auch den anderen Kunstformen Musik, Tanz, Schauspiel und bildende Kunst. Sie bedeutet eine Aufwertung der gesamten vorkolonialen burmesischen Kultur, die nach der blutig niedergeschlagenen Volkserhebung 1988 begann. Das Kulturministerium führte 1995 oder 1996 einen Wettbewerb der Marionettenspieler ein, bei dem Szenen aus dem traditionellen Repertoire gezeigt werden. Die Marionettenaufführungen sind Teil des seit 1993 jedes Jahr im Oktober in Rangun stattfindenden Sokayeti-Wettbewerbs, bei dem die Disziplinen Gesang (so), Tanz (ka), Komposition (ye), Instrumentalspiel (ti) sowie zusätzlich Schauspiel und Marionettentheater bewertet werden.
Mitte der 1990er Jahre wurde auch an der 1993 gegründeten Nationalen Universität für Kunst und Kultur in Rangun ein Fach Puppenspiel in der Fakultät für Schauspielkunst eingerichtet. Die Schauspielschüler sind verpflichtet, Kurse für yoke thé während ihres gesamten vierjährigen Studiengangs zu belegen und können yoke thé auch als Hauptfach wählen. Das Marionettenspiel gehört nach Auffassung der Universitätsleitung zur Tradition des Buddhismus und dieser stellt sich den modernen Einflüssen aus dem Ausland entgegen. Wie Kathy Foley (2001) zufolge ein Tutor der Marionettenausbildung an der Universität bei einer Konferenz auf den Philippinen im Jahr 1998 formulierte, gibt es eine „nationalistische Ideologie hinter dem Ausbildungsprogramm“, das demnach in einer „antiimperialistischen und nationalen Befreiungstradition“ steht, um die „Sitten der Jugend zu reformieren und eine nationale Kultur zu entwickeln“. Die Aussage gibt die Einstellung der Militärregierung gegenüber dem westlichen Ausland wieder. Axel Bruns (1999) erkennt in dieser Art staatlicher Förderung des Marionettentheaters die Absicht, den Zusammenhalt zwischen den zahlreichen Minderheiten und dem Staat zu fördern und vergleicht dies mit dem Versuch in Indonesien, nach dem staatlichen Massaker 1965–1966 mit der Schattenspielform wayang pancasila Einfluss auf die öffentliche Meinung zu nehmen.
Die staatliche Suche nach einer originalen Tradition, die sich aber bei dieser im Verlauf der Jahrhunderte ständig verändernden Spielform kaum geschichtlich einordnen lässt, korrespondiert mit dem Wunsch der Touristen nach einer „authentischen“ Vorführung, bei der westliche Kultureinflüsse strikt verpönt sind. Um bei Touristenaufführungen den Erwartungshaltungen der Zuschauer zu entsprechen, setzen die Vorführer daher ausgewählte Elemente aus dem traditionellen Repertoire ein und streichen dafür Szenen mit wenig „Action“. Aufführungen im Ausland und vor einem internationalen Publikum geben bekannten Marionettenspieltruppen den finanziellen Spielraum, um gelegentlich vor einem einheimischen Publikum bei Tempelfesten aufzutreten und sorgen zugleich für eine gesteigerte Wertschätzung der eigenen Kunstform innerhalb des Landes.
Die europäischen Besucher des Landes im Verlauf des 19. Jahrhunderts und am Anfang des 20. Jahrhunderts hoben einhellig die Leidenschaft der Burmesen für Theateraufführungen hervor. Zu den traditionellen Theaterformen, die bis heute neben dem yoke thé weiterbestehen, gehört das populäre zat pwe, das aus Liedern, Musik, Tänzen, Schauspiel (mit Inhalten aus den Jatakas oder aus der burmesischen Geschichte) und komödiantischen Einlagen besteht. Zat pwe wird an mehreren aufeinanderfolgenden Nächten anlässlich von Tempelfesten in der Saison von November bis Mai aufgeführt und hat in diesem Format das Marionettenspiel weitgehend abgelöst. Ferner gibt es das anyein pwe (auch anyeint, အငြိမ့်), eine Show mit männlichen Komödianten, einer Tänzerin/Sängerin und einem kleinen Musikensemble.